# 대한민국의 라디오 방송사 목록
대한민국의 라디오 방송사 목록은 다음과 같다.

## 전국 주요 라디오 방송국

#### 일반 라디오
참고로 KBS, MBC, SBS 계열의 지역방송국은 본사에서 방송되는 프로그램을 재전송하거나 지역에서 자체로 제작한 프로그램을 송출한다.
자세한 지역 주파수는 각 방송사 홈페이지와 파란색으로 표시된 방송국을 클릭하면 확인할 수 있다.

### 지상파
- KBS 제1라디오 (뉴스, 시사, 교양)
- KBS 해피FM (제2라디오) (중장년층 대상 대중음악)
- KBS 제3라디오 (장애인, 다문화 가정을 위한 사랑의 소리방송)
- KBS 클래식FM (제1FM) (서양 고전 음악 및 한국 국악)
- KBS 쿨FM (제2FM) (젊은층 대상 대중음악)
- KBS 한민족방송 (남북화합과 교류를 위한 한민족 네트워크 채널)
- EBS FM (책 읽어주는 라디오)
- MBC 표준FM (종합 방송 : 뉴스, 시사, 교양, 대중음악)
- MBC FM4U (대중음악)
- SBS 러브FM (종합 방송 : 뉴스, 시사, 교양, 대중음악)
- SBS 파워FM (대중음악)

### 지역민방
- 경인방송 (수도권 종합 방송 : 뉴스, 시사, 교양, 음악)
- OBS 라디오 (수도권 종합 방송 : 뉴스, 시사, 교양, 음악)
- G1 Fresh FM (강원권 종합 방송 : 음악)
- TJB POWER FM (대전·세종·충남권 종합 방송 : 음악)
- CJB JOY FM (충북권 종합 방송 : 음악)
- JTV MAGIC FM (전북권 종합 방송 : 음악)
- kbc My FM (광주·전남권 종합 방송 : 뉴스, 음악)
- TBC Dream FM (대구·경북권 종합 방송 : 뉴스, 음악)
- KNN 러브FM (부산·경남권 종합 방송 : 뉴스, 시사, 교양, 음악)
- KNN 파워FM (부산·경남권 대중음악)
- ubc Green FM (울산권 종합 방송 : 뉴스, 음악)
- JIBS New Power FM (제주권 종합 방송 : 음악)

### 종교
- CBS 표준FM (기독교 종합 방송 : 뉴스, 시사, 교양, 음악, 선교)
- CBS 음악FM (아름다운 음악이 흐르는 라디오 : 대중,고전,CCM)
- FEBC FM (아름다운 찬양과 구원의 기쁜 소식을 전하는 순수 기독교 복음 방송)
- Cpbc FM (생명 사랑을 모토로 기쁜 소식 밝은 세상을 만들어가는 천주교 종합 방송)
- BBS FM (깨침의 소리와 나누는 기쁨으로 향기로운 세상을 만들어가는 불교 종합 방송)
- WBS FM (맑고 밝고 훈훈한 소리를 통해 열린 방송을 지향하는 원불교 종합 방송)

### 전문
- TBS FM (수도권 교통, 생활정보 채널)
- TBN 교통방송 (전국을 대상으로 신속 정확한 교통정보를 전하는 라디오)
- YTN라디오 (24시간 뉴스 채널)
- TBS eFM (수도권에 거주하는 외국인을 위한 외국어 방송)
- BeFM (부산, 경남에 거주하는 외국인을 위한 외국어 방송)
- GGN (광주, 전남에 거주하는 외국인을 위한 외국어 방송)
- 아리랑 라디오 (제주도에 거주하는 외국인을 위한 외국어 방송)
- 국악방송 (국악 전문채널)
- KFN 라디오 (국방홍보 전문채널)
- AFN Thunder AM (미군방송)
- AFN Eagle FM (미군방송)
- 총출력: 0.1kw, 0.5kw, 1kw, 2kw, 3kw, 5kw, 7kw, 10kw (FM) / 20kw, 50kw, 100kw, 250kw, 500kw, 750kw (AM)

### 지상파 DMB 오디오 채널
KBS, MBC 계열의 지역방송국은 본사에서 방송되는 프로그램을 재전송하거나 지역에서 자체로 제작한 프로그램을 송출한다.
자세한 DMB 채널 목록은 각 방송사 홈페이지와 파란색으로 표시된 방송국을 클릭하면 확인할 수 있다.
- SBS V-Radio (자체제작 프로그램을 재전송하는 채널)
- U-KBS MUSIC (자체제작 프로그램과 쿨FM(2FM)을 재전송하는 채널)
- 올댓뮤직 (자체제작 프로그램을 재전송하는 채널)

### 지역공동체
- 관악FM (서울특별시 관악구 지역 FM방송)
- 마포FM (서울특별시 마포구 지역 FM방송)
- 성남FM (경기도 성남시 분당구 지역 FM방송)
- 금강FM (충청남도 공주시 지역 FM방송)
- 성서공동체FM (대구광역시 달서구 지역 FM방송)
- 광주시민방송 북구FM (광주광역시 북구 지역 FM방송)
- 영주FM (경상북도 영주시 지역 FM방송)
- GBS 고려방송FM (광주광역시 광산구 지역 FM방송)
- 옥천FM (충청북도 옥천군 옥천읍 지역 FM방송)
- 성주FM (경상북도 성주군 지역 FM방송)
- 세종FM (세종특별자치시 지역 FM방송)
- 대전생활문화방송 (대전광역시 서구 지역 FM방송)
- 남해FM공동체라디오방송 (경상남도 남해군 지역 FM방송)
- 서대문마을공동체라디오 (서울특별시 서대문구 지역 FM방송)
- 수원FM (경기도 수원시 지역 FM방송)
- 영월FM공동체라디오 (강원특별자치도 영월군 지역 FM방송)
- 연제FM공동체라디오 (부산광역시 연제구 지역 FM방송)
- 전주공동체라디오 (전라북도 전주시 지역 FM방송)
- 단원FM (경기도 안산시 지역 FM방송)

### 인터넷 라디오
- EBS 반디 외국어 전문 외국어 라디오 전문채널
- CBS JOY4U 크리스천 뮤직 전문채널 - 기독교 매체인 CBS 기독교방송에선 AM/FM 라디오 방송외에 방송사 인터넷 라디오 프로그램(모바일 어플)으로 들을 수 있는 크리스천 음악 전문방송도 하고 있다.
- BTN라디오 불교 라디오 전문채널
- CTS라디오 크리스천 라디오 전문채널

## 권역별 라디오 방송국 목록
- 소출력 FM라디오 방송국은 기울임꼴 처리.

### 수도권
- 방송 권역 : 서울특별시, 경기도, 인천광역시 일원, 충청남도 천안시, 홍성군, 예산군, 태안군, 금산군, 청양군, 보령시, 아산시, 서천군, 서산시, 당진시 일부, 충청북도 진천군, 음성군, 증평군, 괴산군 일부

| 방송국                          | 호출부호 | 송신소          | 주파수     | 출력                    | 송신소 위치                                       | 비고                                                        |
| ------------------------------- | -------- | --------------- | ---------- | ----------------------- | ------------------------------------------------- | ----------------------------------------------------------- |
| KBS 제1라디오                   | HLKA     | 소래 송신소     | AM 711㎑   | 500㎾                   | 경기 시흥시 미산동 26                             |                                                             |
| KBS 제1라디오                   | HLKA-SFM | 관악산 송신소   | FM 97.3㎒  | 10㎾                    | 경기 과천시 중앙동 산12-1                         | 수도권 전지역                                               |
| KBS 제1라디오                   | HLKA-SFM | 진촌 중계소     | FM 96.3㎒  | 0.1㎾                   | 인천 옹진군 백령면 북포리                         |                                                             |
| KBS 제1라디오                   | HLKA-SFM | 용문산 중계소   | FM 90.3㎒  | 1㎾                     | 경기 양평군 옥천면 용천리 산2-1                   | 수도권 전지역, 춘천지역 99.5MHz 수신 진주와 같은 주파수     |
| KBS 제1라디오                   | HLKA-SFM | 감악산 중계소   | FM 91.5㎒  | 0.05㎾                  | 경기 파주시 적성면 객현리 산182                   | 파주시 적성면 일원                                          |
| KBS 제1라디오                   | HLKA-SFM | 성남 중계소     | FM 93.5㎒  |                         | 경기 성남시 중원구 은행2동 산2-2 검단산           |                                                             |
| KBS 제1라디오                   | HLKA-SFM | 용인 중계소     | FM 88.1㎒  | 0.02㎾                  | 경기 용인시 처인구 역북동 산3-1                   | 서산과 같은 주파수                                          |
| KBS 제2라디오 (해피FM)          | HLSA     | 남양 송신소     | AM 603kHz  | 250kW(주간) 500kW(야간) | 경기 화성시 송산면 고정리 24                      |                                                             |
| KBS 제2라디오 (해피FM)          | HLSA-SFM | 관악산 송신소   | FM 106.1㎒ | 10㎾                    | 경기 과천시 중앙동 산12-1                         | 수도권 전지역, 춘천지역 98.7MHz 수신 창원과 같은 주파수     |
| KBS 제3라디오 (사랑의 소리방송) | HLKC     | 화성 송신소     | AM 1134㎑  | 500㎾                   | 경기 화성시 마도면 두곡리 113                     |                                                             |
| KBS 제3라디오 (사랑의 소리방송) | HLKC-SFM | 관악산 송신소   | FM 104.9㎒ | 2㎾                     | 경기 과천시 중앙동 산12-1                         | 수도권 전지역, 스테레오 신호수신                            |
| KBS 제1FM (클래식FM)            | HLKA-FM  | 관악산 송신소   | FM 93.1㎒  | 10㎾                    | 경기 과천시 중앙동 산12-1                         | 수도권 전지역, 춘천지역 91.1MHz 수신                        |
| KBS 제2FM (쿨FM)                | HLSA-FM  | 관악산 송신소   | FM 89.1㎒  | 10㎾                    | 경기 과천시 중앙동 산12-1                         | 수도권 전지역                                               |
| KBS 제2FM (쿨FM)                | HLSA-FM  | 진촌 중계소     | FM 90.9㎒  | 100W                    | 인천 옹진군 백령면 북포리                         |                                                             |
| KBS 제2FM (쿨FM)                | HLSA-FM  | 성남 중계소     | FM 97.7㎒  | 20W                     | 경기 성남시 중원구 은행2동 산2-2                  |                                                             |
| EBS FM                          | HLQL-FM  | 관악산 송신소   | FM 104.5㎒ | 10㎾                    | 경기 과천시 중앙동 산12-1                         | 수도권 전지역, 춘천지역 106.5MHz 수신                       |
| EBS FM                          | HLQL-FM  | 파주 중계소     | FM 105.7㎒ | 100W                    | 경기 파주시 파평면 눌노리 산23 파평산             | 파주시 파평면 일원                                          |
| EBS FM                          | HLQL-FM  | 백령 중계소     | FM 105.9㎒ |                         | 인천 옹진군 백령면 진촌리 산75-1                  | 인천 옹진군 백령면 일원                                     |
| MBC 표준FM                      | HLKV-SFM | 관악산 송신소   | FM 95.9㎒  | 10㎾                    | 경기 과천시 중앙동 산12-1                         | 수도권 전지역 부산과 같은 주파수                            |
| MBC 표준FM                      | HLKV-SFM | 동두천 중계소   | FM 104.1㎒ | 0.1㎾                   | 경기 동두천시 생연동 산43-4                       |                                                             |
| MBC FM4U                        | HLKV-FM  | 관악산 송신소   | FM 91.9㎒  | 10㎾                    | 경기 과천시 중앙동 산12-1                         | 수도권 전지역                                               |
| SBS 러브FM (SBS 본사)           | HLSQ-SFM | 관악산 송신소   | FM 103.5㎒ | 10㎾                    | 경기 과천시 중앙동 산12-1                         | 수도권 전지역                                               |
| SBS 러브FM (SBS 본사)           | HLSQ-SFM | 이천 중계소     | FM 98.3㎒  | -                       | 경기 이천시                                       |                                                             |
| SBS 파워FM (SBS 본사)           | HLSQ-FM  | 관악산 송신소   | FM 107.7㎒ | 10㎾                    | 경기 과천시 중앙동 산12-1                         | 수도권 전지역                                               |
| SBS 파워FM (SBS 본사)           | HLSQ-FM  | 동두천 중계소   | FM 100.3㎒ | 100W                    | 경기도 동두천시 생연1동 산43-4                    |                                                             |
| CBS 표준FM (기독교)             | HLKY-SFM | 관악산 송신소   | FM 98.1㎒  | 10㎾                    | 경기 과천시 중앙동 산12-1                         | 수도권 전지역                                               |
| CBS 표준FM (기독교)             | HLKY-SFM | 수원 중계소     | FM 100.7㎒ |                         | 경기도 수원시                                     |                                                             |
| CBS 음악FM (기독교)             | HLKY-FM  | 관악산 송신소   | FM 93.9㎒  | 7㎾                     | 경기도 과천시 중앙동 산12-1                       | 수도권 전지역 문산·강화과 같은 주파수                       |
| CBS 음악FM (기독교)             | HLKY-FM  | 문산 중계소     | FM 93.9㎒  | 500W                    | 경기도 파주시 문산읍 선유리 산72                  | 서울·강화과 같은 주파수                                     |
| CBS 음악FM (기독교)             | HLKY-FM  | 강화 중계소     | FM 93.9㎒  | 500W                    | 인천 강화군 하점면 부근리 252                     | 서울·문산과 같은 주파수                                     |
| FEBC FM (기독교복음)            | HLKX     | 대부도 송신소   | AM 1188㎑  | 100㎾                   | 경기 안산시 단원구 대부남동 1126-130              |                                                             |
| FEBC FM (기독교복음)            | HLKX-SFM | 관악산 송신소   | FM 106.9㎒ | 5㎾                     | 경기 과천시 중앙동 산12-1                         | 수도권 전지역                                               |
| Cpbc FM (천주교)                | HLQP-FM  | 관악산 송신소   | FM 105.3㎒ | 5㎾                     | 경기 과천시 중앙동 산12-1                         | 수도권 전지역                                               |
| BBS FM (불교)                   | HLSG-FM  | 관악산 송신소   | FM 101.9㎒ | 5㎾                     | 경기 과천시 중앙동 산12-1                         | 수도권 전지역                                               |
| BBS FM (불교)                   | HLSG-FM  | 인천 중계소     | FM 88.1㎒  | 20W                     | 인천 미추홀구 주안2동 산21-1                      | 인천지역 일원 진주와 같은 주파수                            |
| WBS FM (원불교)                 | HLQK-FM  | 관악산 송신소   | FM 89.7㎒  | 3㎾                     | 경기 과천시 중앙동 산12-1                         | 수도권 전지역                                               |
| Gugak FM                        |          | 남산 송신소     | FM 99.1㎒  | 5㎾                     | 서울 용산구 용산동2가 산1-3                       | 수도권 전지역                                               |
| KFN 라디오                      | HLSE-FM  | 남산 송신소     | FM 96.7㎒  | 2㎾                     | 서울 용산구 용산동2가 산1-3                       | 수도권 전지역 춘천과 같은 주파수                            |
| KFN 라디오                      | HLSE-FM  | 감악산 중계소   | FM 96.3㎒  | 100W                    | 경기 파주시 적성면 객현리 산182                   | 파주시 적성면 일원                                          |
| KFN 라디오                      | HLSE-FM  | 용문산 중계소   | FM 101.1㎒ | 3㎾                     | 경기 양평군 옥천면 용천리 산2-1                   | 수도권 전지역 바로 옆 주파수 TBS eFM 101.3MHz 수신이 곤란함 |
| KFN 라디오                      | HLSE-FM  | 백령 간이중계소 | FM 89.5㎒  |                         | 인천 옹진군 백령면 진촌리 산75-1                  | 인천 옹진군 백령면 일원                                     |
| TBS FM                          | HLST-FM  | 관악산 송신소   | FM 95.1㎒  | 5㎾                     | 경기 과천시 중앙동 산12-1                         | 수도권 전지역                                               |
| TBS eFM                         | HLSW-FM  | 관악산 송신소   | FM 101.3㎒ | 1㎾                     | 경기 과천시 중앙동 산12-1                         | 수도권 전지역                                               |
| TBN 경인교통방송                | HLSU-FM  | 수봉산 송신소   | FM 100.5㎒ | 1㎾                     | 인천 미추홀구 주안2동 산21-1 (경인방송 iFM)       | 수도권 전지역                                               |
| TBN 경인교통방송                | HLSU-FM  | 영종 중계소     | FM 105.5㎒ | 100W                    | 인천 중구 을왕도 773 (영종스카이리조트)           | 강릉·제주·광해와 같은 주파수                                |
| YTN라디오                       | HLQV-FM  | 청계산 송신소   | FM 94.5㎒  | 3㎾                     | 경기 성남시 수정구 상적동 산73-2                  | 수도권 전지역                                               |
| 경인방송 (iFM)                  | HLDO-FM  | 수봉산 송신소   | FM 90.7㎒  | 5㎾                     | 인천 미추홀구 주안2동 산21-1                      | 수도권 전지역                                               |
| OBS경인FM                       | HLMD-FM  | 광교산 송신소   | FM 99.9㎒  | 5㎾                     | 경기 용인시 수지구 고기동 산52                    | 수도권지역 일원                                             |
| OBS경인FM                       | HLMD-FM  | 감악산 중계소   | FM 99.9㎒  | 500W                    | 경기 파주시 적성면 객현리 산182                   | 파주시 적성면 일원                                          |
| OBS경인FM                       | HLMD-FM  | 용문산 중계소   | FM 99.9㎒  | 500W                    | 경기 양평군 옥천면 용천리 산2-1                   | 수도권 전지역                                               |
| AFN Korea#Thunder AM            | -        | 동두천 중계소   | AM 1197㎑  | 1㎾                     | 경기도 동두천시 보산동 (캠프 케이시)              |                                                             |
| AFN Korea#Thunder AM            | -        | 의정부 송신소   | AM 1161㎑  | 250W                    | 경기도 의정부시 가능1동 (캠프 레드 클라우드)      |                                                             |
| AFN Korea#Thunder AM            | -        | 송탄 송신소     | AM 1359㎑  | 1㎾                     | 경기도 평택시 신장동 (오산공항)                   |                                                             |
| AFN Korea#Thunder AM            | -        | 평택 중계소     | AM 1440㎑  | 1㎾                     | 경기도 평택시 팽성읍 대추리 (캠프 험프리스)       |                                                             |
| AFN Korea#Eagle FM              | HLUS-FM  | 남산 송신소     | FM 102.7㎒ | 5㎾                     | 서울특별시 용산구 용산동2가 산1-3                 | 수도권 전지역                                               |
| AFN Korea#Eagle FM              | HLUS-FM  | 동두천 중계소   | FM 88.3㎒  | 100W                    | 경기도 동두천시 보산동 (캠프 케이시)              |                                                             |
| AFN Korea#Eagle FM              | HLUS-FM  | 의정부 송신소   | FM 88.3㎒  | 100W                    | 경기도 의정부시 가능1동 (캠프 레드 클라우드)      |                                                             |
| AFN Korea#Eagle FM              | HLUS-FM  | 송탄 송신소     | FM 88.5㎒  | 30W                     | 경기도 평택시 신장동 (오산공항)                   |                                                             |
| AFN Korea#Eagle FM              | HLUS-FM  | 평택 중계소     | FM 88.3㎒  | 50W                     | 경기도 평택시 팽성읍 대추리 (캠프 험프리스)       |                                                             |
| 관악공동체라디오                | HLMA-FM  |                 | FM 100.3㎒ | 1W                      | 서울특별시 관악구 양녕로 31 두산아파트            |                                                             |
| 마포공동체라디오 (마포FM)       | HLMA-FM  |                 | FM 100.7㎒ | 1W                      | 서울특별시 마포구 서강로9길 45 (태영데시앙아파트) |                                                             |
| 성남FM (FM분당)                 | HLMA-FM  |                 | FM 90.7㎒  | 1W                      | 경기도 성남시 분당구                              |                                                             |
| 연수공동체FM                    | HLMA-FM  |                 | FM 98.7㎒  | 1W                      | 인천 연수구                                       |                                                             |
| 인천FM                          | HLMA-FM  |                 | FM 98.5㎒  | 1W                      | 인천 서구                                         |                                                             |
| 화성FM                          | HLMA-FM  |                 | FM 98.7㎒  | 1W                      | 경기도 화성시                                     |                                                             |
| 수원FM                          | HLMA-FM  |                 | FM 96.3㎒  | 1W                      | 경기도 수원시                                     |                                                             |
| 서대문마을공동체라디오          | HLMA-FM  |                 | FM 91.3㎒  | 1W                      | 서울특별시 서대문구                               |                                                             |
| 단원FM                          | HLMA-FM  |                 | FM 88.7㎒  | 1W                      | 경기도 안산시                                     |                                                             |

### 청주
- 방송 권역 : 충청북도 중남부

| 방송국                  | 호출부호 | 송신소        | 주파수     | 출력   | 송신소 위치                          | 비고                    |
| ----------------------- | -------- | ------------- | ---------- | ------ | ------------------------------------ | ----------------------- |
| KBS청주 제1라디오       | HLKQ     | 청원 송신소   | AM 1062㎑  | 50㎾   | 충북 청주시 청원구 오창읍 가곡리 443 |                         |
| KBS청주 제1라디오       | HLKQ-SFM | 우암산 송신소 | FM 89.3㎒  | 1㎾    | 충북 청주시 상당구 수동 산2-3        |                         |
| KBS청주 제1라디오       | HLKQ-SFM | 금적산 중계소 | FM 89.3㎒  | 0.09㎾ | 충북 보은군 보은읍 풍취리 산11-5     |                         |
| KBS청주 제1라디오       | HLKQ-SFM | 영동 중계소   | FM 88.3㎒  | 100W   | 충북 영동군 영동읍 주곡리 산32-3     |                         |
| KBS청주 제2라디오       | HLAC-SFM | 우암산 송신소 | FM 90.9㎒  | 3㎾    | 충북 청주시 상당구 수동 산2-3        |                         |
| KBS청주 FM              | HLKQ-FM  | 우암산 송신소 | FM 94.1㎒  | 1㎾    | 충북 청주시 상당구 수동 산2-1        |                         |
| EBS FM                  | -        | 청주 중계소   | FM 105.1㎒ | 100W   | 충북 청주시 서원구 성화동 456        |                         |
| EBS FM                  | -        | 보은 중계소   | FM 107.3㎒ | 10W    | 충북 보은군 보은읍 풍취리 산11-5     |                         |
| EBS FM                  | -        | 영동 중계소   | FM 104.3㎒ | 100W   | 충북 영동군 영동읍 회동리 산10       |                         |
| MBC충북 청주 표준FM     | HLAX-SFM | 우암산 송신소 | FM 107.1㎒ | 1㎾    | 충북 청주시 청원구 수동 산2-5        | 여수와 같은 주파수      |
| MBC충북 청주 표준FM     | HLAX-SFM | 금적산 중계소 | FM 96.3㎒  | 500W   | 충북 옥천군 안내면 오덕리 산1-1      | 강릉과 같은 주파수      |
| MBC충북 청주 FM4U       | HLAX-FM  | 우암산 송신소 | FM 99.7㎒  | 1㎾    | 충청북도 청주시 상당구 수동 산2-5    |                         |
| CJB JOY FM (SBS 파워FM) | HLDR-FM  | 우암산 송신소 | FM 101.5㎒ | 3㎾    | 충북 청주시 상당구 수동 산2-4        | 제주와 같은 주파수      |
| 청주불교방송 (불교)     | HLDJ-FM  | 부모산 송신소 | FM 96.7㎒  | 3㎾    | 충북 청주시 흥덕구 지동동 산7-3      |                         |
| 충북CBS 표준FM (기독교) | HLAC-FM  | 부모산 송신소 | FM 91.5㎒  | 3㎾    | 충북 청주시 흥덕구 지동동 산7-3      | 강릉·포항과 같은 주파수 |
| 청주국악방송            | -        | 청주 송신소   | FM 107.5㎒ | 1㎾    | 충북 청주시                          | 대구와 같은 주파수      |
| 영동국악방송            | -        | 영동 송신소   | FM 99.3㎒  | 1㎾    | 충북 영동군 영동읍 화동리 산10       | 광주와 같은 주파수      |
| TBN충북교통방송         | HLEO-FM  | 부모산 송신소 | FM 103.3㎒ | 1㎾    | 충북 청주시 흥덕구 지동동 산7-3      |                         |
| 옥천FM                  | HLMA-FM  |               | FM 104.9㎒ | 1W     | 충청북도 옥천군                      |                         |

### 충주
- 방송 권역 : 충청북도 북부

| 방송국                  | 호출부호 | 송신소           | 주파수     | 출력   | 송신소 위치                            | 비고 |
| ----------------------- | -------- | ---------------- | ---------- | ------ | -------------------------------------- | ---- |
| KBS충주 제1라디오       | HLCH-SFM | 가엽산 송신소    | FM 92.1㎒  | 1㎾    | 충북 음성군 음성읍 용산리 산11-4       |      |
| KBS충주 제1라디오       | HLCH-SFM | 용두산 중계소    | FM 103.3㎒ | 0.25㎾ | 충북 제천시 신월동 산39-30 용두산      |      |
| KBS충주 제1라디오       | HLCH-SFM | 단양 중계소      | FM 90.7㎒  | 0.25㎾ | 충북 단양군 적성면 하리 산86-2 금수산  |      |
| KBS충주 FM              | HLCH-FM  | 가엽산 송신소    | FM 100.3㎒ | 3㎾    | 충북 음성군 음성읍 용산리 산11-4       |      |
| EBS FM                  | -        | 가엽산 송신소    | FM 104.1㎒ | 3㎾    | 충북 음성군 음성읍 용산리 산11-4       |      |
| EBS FM                  | -        | 금수산 중계소    | FM 105.5㎒ | 100W   | 충북 단양군 적성면 상리 산86           |      |
| MBC충북 충주 표준FM     | HLAO-SFM | 가엽산 송신소    | FM 96.1㎒  | 1㎾    | 충북 음성군 음성읍 용산리 산11-4       |      |
| MBC충북 충주 표준FM     | HLAO-SFM | 제천간이FM중계소 | FM 94.7㎒  | 0.5㎾  | 충북 제천시 신월동 산39-30 용두산      |      |
| MBC충북 충주 표준FM     | HLAO-SFM | 단양간이FM중계소 | FM 94.1㎒  | 0.5㎾  | 충북 단양군 적성면 상리 산86-2 금수산  |      |
| MBC충북 충주 FM4U       | HLAO-FM  | 가엽산 송신소    | FM 88.7㎒  | 3㎾    | 충청북도 음성군 음성읍 용산리 산11-4   |      |
| CJB JOY FM (SBS 파워FM) | -        | 가엽산 중계소    | FM 97.9㎒  | 2㎾    | 충북 음성군 음성읍 용산리 산11-4       |      |
| CJB JOY FM (SBS 파워FM) | -        | 용두산 중계소    | FM 102.7㎒ | 100W   | 충북 제천시 신월동 산39-30             |      |
| 청주불교방송 (불교)     | -        | 가엽산 중계소    | FM 106.7㎒ | 1㎾    | 충북 음성군 음성읍 용산리 산11-4       |      |
| 충북CBS 표준FM (기독교) | -        | 충주남산 중계소  | FM 99.3㎒  | 100W   | 충북 충주시 목벌동 산58-3              |      |
| 충주국악방송            | -        | 충주남산 중계소  | FM 101.7㎒ | 300W   | 충북 충주시 목벌동 산58-3              |      |
| 제천국악방송            | -        | 용두산 중계소    | FM 90.1㎒  | 1kW    | 충북 제천시 신월동 산39-30             |      |
| TBN충북교통방송         | -        | 남산 중계소      | FM 93.5㎒  | 500W   | 충북 충주시 목벌동 산58-3 (리얼텔레콤) |      |

### 대전·세종·충남
- 방송 권역 : 대전광역시 일원, 세종특별자치시, 충청남도

| 방송국                      | 호출부호 | 송신소        | 주파수     | 출력  | 송신소 위치                                        | 비고                                   |
| --------------------------- | -------- | ------------- | ---------- | ----- | -------------------------------------------------- | -------------------------------------- |
| KBS대전 제1라디오           | HLKI     | 대덕 송신소   | AM 882㎑   | 20㎾  | 대전 대덕구 와동 291-2                             |                                        |
| KBS대전 제1라디오           | HLKI-SFM | 계룡산 송신소 | FM 94.7㎒  | 3㎾   | 충남 계룡시 신도안면 부남리 산11-5                 | 대전, 계룡                             |
| KBS대전 제1라디오           | HLKI-SFM | 흑성산 중계소 | FM 89.9㎒  | 1㎾   | 충남 천안시 동남구 목천읍 지산리 산11-3            | 천안                                   |
| KBS대전 제1라디오           | HLKI-SFM | 원효봉 중계소 | FM 88.1㎒  | 250W  | 충남 서산시 해미면 산수리 산25-1                   | 서산 용인과 같은 주파수                |
| KBS대전 제1라디오           | HLKI-SFM | 옥마산 중계소 | FM 107.3㎒ | 100W  | 충남 보령시 성주면 개화리 산23-4                   |                                        |
| KBS대전 제1라디오           | HLKI-SFM | 서천 중계소   | FM 88.9㎒  | 90W   | 충남 서천군 서천읍 남산리 산34 남산                |                                        |
| KBS대전 제2라디오           | HLQT-SFM | 식장산 송신소 | FM 100.9㎒ | 3㎾   | 대전 동구 대성동 산2-7                             | 여수와 같은 주파수                     |
| KBS대전 제2라디오           | HLQT-SFM | 옥마산 중계소 | FM 89.5㎒  | 100W  | 충남 보령시 성주면 개화리 산23-4                   |                                        |
| KBS대전 FM                  | HLKI-FM  | 계룡산 송신소 | FM 98.5㎒  | 5㎾   | 충남 계룡시 신도안면 부남리 산11-5                 | 대전, 계룡                             |
| KBS대전 FM                  |          | 식장산 송신소 | FM 102.1㎒ | 3㎾   | 대전 동구 대성동 산 2-7                            | 대전, 충북지역                         |
| EBS FM                      | -        | 계룡산 송신소 | FM 105.7㎒ | 5㎾   | 충남 계룡시 신도안면 부남리 산11-5                 | 대전, 계룡                             |
| EBS FM                      | -        | 식장산 송신소 | FM 107.9㎒ | 3㎾   | 대전 동구 대성동 산2-7                             | 대전, 충북                             |
| EBS FM                      | -        | 옥마산 중계소 | FM 104.7㎒ | 100W  | 충남 보령시 성주면 개화리 산23-4                   | 보령지역                               |
| EBS FM                      | -        | 원효봉 중계소 | FM 102.3㎒ | 500W  | 충남 서산시 해미면 산수리 산25-1                   | 서산                                   |
| 대전MBC 표준FM              | HLCQ-SFM | 식장산 송신소 | FM 92.5㎒  | 3㎾   | 대전 동구 세천동 603-1                             | 대전, 계룡지역 일원 천안과 같은 주파수 |
| 대전MBC 표준FM              | HLCQ-SFM | 천안 중계소   | FM 92.5㎒  | 10W   | 충남 천안시 서북구 성정2동 1486                    | 대전과 같은 주파수                     |
| 대전MBC 표준FM              | HLCQ-SFM | 원효봉 중계소 | FM 91.3㎒  | 500W  | 충남 서산시 해미면 산수리 산25-1 가야산            | 서산지역 일원                          |
| 대전MBC 표준FM              | HLCQ-SFM | 옥마산 중계소 | FM 93.7㎒  | 50W   | 충남 보령시 성주면 개화리 산23-4                   |                                        |
| 대전MBC FM4U                | HLCQ-FM  | 식장산 송신소 | FM 97.5㎒  | 5㎾   | 대전광역시 동구 세천동 603-1                       |                                        |
| TJB Power FM (SBS 파워FM)   | HLDF-FM  | 식장산 송신소 | FM 95.7㎒  | 5㎾   | 대전 동구 낭월동 300                               |                                        |
| TJB Power FM (SBS 파워FM)   | HLDF-FM  | 원효봉 중계소 | FM 96.5㎒  | 500W  | 충남 서산시 해미면 산수리 산25-1                   |                                        |
| TJB Power FM (SBS 파워FM)   | HLDF-FM  | 흑성산 중계소 | FM 95.5㎒  | 100W  | 충남 천안시 동남구 목천읍 지산리 산11-3            |                                        |
| TJB Power FM (SBS 파워FM)   | HLDF-FM  | 옥마산 중계소 | FM 96.1㎒  | 100W  | 충남 보령시 성주면 개화리 산23-4                   |                                        |
| TJB Power FM (SBS 파워FM)   | HLDF-FM  | 설화산 중계소 | FM 96.1㎒  | 100W  | 충남 아산시 좌부동                                 |                                        |
| 대전CBS 표준FM (기독교)     | HLDX-SFM | 식장산 송신소 | FM 91.7㎒  | 5㎾   | 대전 동구 낭월동 300                               | 대전, 계룡지역 일원                    |
| 대전CBS 표준FM (기독교)     | HLDX-SFM | 홍성 중계소   | FM 99.3㎒  | 0.1㎾ | 충남 예산군 음봉면 전계리                          | 예산지역 일원                          |
| 대전극동방송 (기독교복음)   | HLAD-FM  | 식장산 송신소 | FM 93.3㎒  | 5㎾   | 대전 동구 낭월동 300                               | 부산과 같은 주파수                     |
| 대전극동방송 (기독교복음)   | HLAD-FM  | 공주 중계소   | FM 93.3㎒  | 90W   | 충남 공주시 반죽동 산2-1 봉황산                    | 부산과 같은 주파수                     |
| 대전가톨릭평화방송 (천주교) | HLQO-FM  | 식장산 송신소 | FM 106.3㎒ | 3㎾   | 대전 동구 낭월동 300                               |                                        |
| 대전국악방송                | HLEK-FM  | 대전 송신소   | FM 90.5㎒  | 1㎾   | 대전 동구 효동 122-1                               |                                        |
| KFN 라디오                  | -        | 계룡산 송신소 | FM 100.1㎒ | 200W  | 충남 계룡시 신도안면 부남리 1063-1                 |                                        |
| TBN대전교통방송             | HLDT-FM  | 식장산 송신소 | FM 102.9㎒ | 3㎾   | 대전 동구 낭월동 300 (대전방송)                    | 대전, 계룡 공주와 같은 주파수          |
| TBN대전교통방송             | HLDT-FM  | 공주 중계소   | FM 102.9㎒ | 30W   | 충남 공주시 옥룡동 22-18 (공주시 상수도시설관리소) | 대전과 같은 주파수                     |
| TBN충남교통방송             |          | 원효봉 송신소 | FM 103.9㎒ | 1㎾   | 충남 서산시 해미면 산수리 산25-1 (대전방송)        | 대구와 같은 주파수                     |
| 금강FM                      | HLMA-FM  |               | FM 104.9㎒ | 1W    | 충청남도 공주시 무령로 332-1 공주상수도시설관리소  |                                        |
| 한밭생활문화방송            | HLMA-FM  |               | FM 93.7㎒  | 1W    | 대전 서구                                          |                                        |
| 세종FM                      | HLMA-FM  |               | FM 98.9㎒  | 10W   | 세종특별자치시                                     |                                        |

### 광주
- 방송 권역 : 광주광역시 일원, 전라남도 나주시, 담양군, 영광군, 장성군, 화순군, 함평군, 구례군, 곡성군, 보성군, 목포시, 무안군, 완도군, 해남군, 영암군, 신안군, 장흥군, 강진군, 진도군 일부

| 방송국                      | 호출부호 | 송신소        | 주파수     | 출력  | 송신소 위치                            | 비고                                                                                       |
| --------------------------- | -------- | ------------- | ---------- | ----- | -------------------------------------- | ------------------------------------------------------------------------------------------ |
| KBS광주 제1라디오 표준FM    | HLKH     | 비아 송신소   | AM 747㎑   | 100㎾ | 광주 광산구 수완동 451                 |                                                                                            |
| KBS광주 제1라디오 표준FM    | HLKH-SFM | 무등산 송신소 | FM 90.5㎒  | 5㎾   | 광주 동구 용연동 산354-4               | 광주, 전남 일원, 전북 일부 전북CBS 표준FM 주파수와 혼신, 안동과 같은 주파수                |
| KBS광주 제1라디오 표준FM    | HLKH-SFM | 영광 중계소   | FM 94.9㎒  |       | 전남 영광군 영광읍 도동리 산3-6 물퇴봉 |                                                                                            |
| KBS광주 제1라디오 표준FM    | HLKH-SFM | 장흥 중계소   | FM 96.1㎒  |       | 전남 장흥군 장흥읍 행원리 산8          |                                                                                            |
| KBS광주 제2라디오 해피FM    | HLAA-SFM | 무등산 송신소 | FM 95.5㎒  | 3㎾   | 광주 동구 용연동 산354-4               | 광주, 목포, 해남, 구례지역 일원, 전북 일부                                                 |
| KBS광주 클래식FM            | HLKH-FM  | 무등산 송신소 | FM 92.3㎒  | 5㎾   | 광주 동구 용연동 산354-4               | 광주, 전남지역 일원, 전북 일부                                                             |
| EBS FM                      | HLQL-FM  | 무등산 송신소 | FM 105.3㎒ | 3㎾   | 광주 동구 용연동 산354-4               | 광주, 전남지역 일원, 전북 일부                                                             |
| EBS FM                      | HLQL-FM  | 이서 중계소   | FM 104.1㎒ | 100W  | 전남 화순군 이서면 영평리              | 화순군 이서면 일원                                                                         |
| EBS FM                      | HLQL-FM  | 영광 중계소   | FM 106.5㎒ | 10W   | 전남 영광군 영광읍 도동리 산1-1 물퇴봉 | 영광지역 일원                                                                              |
| EBS FM                      | HLQL-FM  | 장흥 중계소   | FM 106.9㎒ | 10W   | 전남 장흥군 장흥읍 행원리 산8          | 장흥지역 일원                                                                              |
| EBS FM                      | HLQL-FM  | 벌교 중계소   | FM 104.1㎒ | 100W  | 전남 보성군 벌교읍 벌교리 산3-1        | 보성군 벌교읍, 여순광지역 일원 목포와 같은 주파수                                          |
| 광주MBC 표준FM              | HLCN     | 비아 송신소   | AM 819㎑   | 20㎾  | 광주 광산구 월계동 286                 |                                                                                            |
| 광주MBC 표준FM              | HLCN-SFM | 무등산 송신소 | FM 93.9㎒  | 5㎾   | 광주 북구 금곡동 산1-1                 | 광주, 목포, 해남, 구례지역 일원, 전북 일부                                                 |
| 광주MBC 표준FM              | HLCN-SFM | 영광 중계소   | FM 101.9㎒ |       | 전남 영광군 영광읍 도동리 산1-1 물퇴봉 | 영광지역 일원                                                                              |
| 광주MBC FM4U                | HLCN-FM  | 무등산 송신소 | FM 91.5㎒  | 5㎾   | 광주광역시 북구 금곡동 산1-1           | 광주, 목포, 해남, 구례지역 일원, 전북 일부                                                 |
| kbc MyFM (SBS 파워FM)       | HLDH-FM  | 무등산 송신소 | FM 101.1㎒ | 5㎾   | 광주 북구 금곡동 산1-1                 | 광주, 목포, 해남, 구례지역 일원, 전북 일부                                                 |
| kbc MyFM (SBS 파워FM)       | HLDH-FM  | 영광 중계소   | FM 104.3㎒ |       | 전남 영광군 영광읍 도동리 산1-1 물퇴봉 |                                                                                            |
| 광주CBS 표준FM (기독교)     | HLCL-SFM | 무등산 송신소 | FM 103.1㎒ | 5㎾   | 광주 북구 금곡동 산1-1                 | 대구와 같은 주파수 광주, 목포, 해남, 구례지역 일원, 전북 일부                              |
| 광주CBS 음악FM (기독교)     | HLEM-FM  | 무등산 송신소 | FM 98.1㎒  | 1㎾   | 광주 북구 금곡동 산1-1                 | 광주, 목포, 해남, 구례지역 일원, 전북 일부 WBS 전북원음방송/목포KBS 클래식FM 주파수와 혼신 |
| 광주극동방송 (기독교복음)   | HLED-FM  | 무등산 송신소 | FM 93.1㎒  | 1㎾   | 광주 북구 금곡동 산1-1                 | 광주, 목포, 해남, 구례지역 일원, 전북 일부 전주KBS 해피FM 주파수와 혼신                    |
| 광주가톨릭평화방송 (천주교) | HLDL-FM  | 무등산 송신소 | FM 99.9㎒  | 5㎾   | 광주 북구 금곡동 산1-1                 | 광주, 목포, 해남, 구례지역 일원, 전북 일부                                                 |
| 광주불교방송 (불교)         | HLDB-FM  | 무등산 송신소 | FM 89.7㎒  | 3㎾   | 광주 북구 금곡동 산1-1                 | 광주, 목포, 해남, 구례지역 일원, 전북 일부                                                 |
| 광주원음방송 (원불교)       | HLQN-FM  | 무등산 송신소 | FM 107.9㎒ | 1㎾   | 광주 동구 용연동 산354-4               | 광주, 목포, 해남, 구례지역 일원, 전북 일부                                                 |
| 광주국악방송                | HLEG-FM  | 무등산 송신소 | FM 99.3㎒  | 1㎾   | 광주 북구 금곡동 산1-1                 | 광주, 목포, 해남, 구례지역 일원, 전북 일부 전주MBC FM4U 주파수와 혼신, 영동과 같은 주파수  |
| KFN 라디오                  | -        | 무등산 송신소 | FM 96.5㎒  | 500W  | 광주 동구 용연동 산354-4 무등산        | 광주, 목포, 해남, 구례지역 일원, 전북 일부 전북CBS 표준FM 주파수와 혼신                    |
| 광주영어방송 (GFN)          | HLSY-FM  | 무등산 송신소 | FM 98.7㎒  | 1㎾   | 광주 북구 금곡동 산1-1                 | 광주, 목포, 해남, 구례지역 일원, 전북 일부                                                 |
| TBN광주교통방송             | HLDM-FM  | 무등산 송신소 | FM 97.3㎒  | 3㎾   | 광주 북구 금곡동 산1-1 (광주방송)      | 광주, 목포, 해남, 구례지역 일원, 전북 일부                                                 |
| AFN Korea#Eagle FM          | -        | 광주 중계소   | FM 88.5㎒  | 50W   | 광주광역시 광산구 신촌동 (광주공항)    |                                                                                            |
| 광주시민방송                | HLMA-FM  |               | FM 88.9㎒  | 3W    |                                        |                                                                                            |
| GBS 고려방송                | HLMA-FM  |               | FM 93.5㎒  | 10W   |                                        |                                                                                            |

### 여수·순천·광양
- 방송 권역 : 여수시, 순천시, 광양시, 고흥군, 보성군 일부, 경상남도 남해군, 하동군 일부
- 광주KBS 해피FM 2개의 여수 순천 광양지역 주파수는 100.9와 102.7 동시에 들을 수 있다.
- 순천KBS 제1라디오, 진주KBS 제1라디오, 전주KBS 제1라디오 4개의 여수 순천 광양지역 주파수는 95.7과 88.7 또는 97.1과 88.3 동시에 들을 수 있다.
- 광주KBS 클래식FM, 전주KBS 클래식FM 2개의 여수 순천 광양지역 주파수는 94.5와 104.5 동시에 들을 수 있다.
- 여수MBC 표준FM, MBC경남 표준FM, 전주MBC 표준FM 5개의 여수 순천 광양지역 주파수는 107.1과 100.3 그리고 101.3 또는 91.1과 101.7 동시에 들을 수 있다.
- 여수MBC FM4U, 광주MBC FM4U 2개의 여수 순천 광양지역 주파수는 98.3과 95.1 동시에 들을 수 있다.
- kbc My FM 2개의 여수 순천 광양지역 주파수는 96.7과 90.7 동시에 들을 수 있다.
- 전남CBS 표준FM 2개의 여수 순천 광양지역 주파수는 102.1과 89.5 동시에 들을 수 있다.
- EBS FM 3개의 여수 순천 광양지역 주파수는 106.3과 107.5 또는 104.1 동시에 들을 수 있다.
- febc 전남동부극동방송 2개의 여수지역 주파수는 92.9와 97.5 동시에 들을 수 있다.
- BBS 광주불교방송 2개의 여수지역 주파수는 105.1과 105.7 동시에 들을 수 있다.
- 광주, 전남권 3개의 여수 순천 광양지역 주파수는 TBN 광주교통방송 103.5, cpbc 광주가톨릭평화방송 99.5, GFN 광주영어방송 93.7을 전부 다 들을 수 있다.

| 방송국                        | 호출부호 | 송신소          | 주파수     | 출력  | 송신소 위치                            | 비고                                                     |
| ----------------------------- | -------- | --------------- | ---------- | ----- | -------------------------------------- | -------------------------------------------------------- |
| KBS순천 제1라디오 표준FM      | HLCY     | 신월 송신소     | AM 630㎑   | 10㎾  | 전남 여수시 신월동 213-1               |                                                          |
| KBS순천 제1라디오 표준FM      | HLCY-SFM | 망운산 송신소   | FM 95.7㎒  | 1㎾   | 경남 남해군 서면 연죽리 산38           | 여순광 전지역 진주KBS 97.1MHz 수신, 전주KBS 88.3MHz 수신 |
| KBS순천 제1라디오 표준FM      | HLCY-SFM | 남산 중계소     | FM 88.7㎒  | 0.5㎾ | 전남 순천시 덕월동 산115-2             | 여순광 전지역                                            |
| KBS광주 제2라디오 해피FM      | HLKZ-SFM | 남산 송신소     | FM 102.7㎒ | 1㎾   | 전남 순천시 덕월동 산115-2             | 여순광 전지역                                            |
| KBS광주 제2라디오 해피FM      | HLKZ-SFM | 구봉산 중계소   | FM 100.9㎒ | 0.5㎾ | 전남 여수시 여서동 산163-3             | 여순광 전지역 대전과 같은 주파수                         |
| KBS광주 제2라디오 해피FM      | HLKZ-SFM | 고흥 중계소     | FM 106.7㎒ | 10W   | 전남 고흥군 고흥읍 남계리 산58-1       | 고흥지역 일원 (여순광 제외) 속초와 같은 주파수           |
| KBS순천 제3라디오             | HLKZ     | 해룡 송신소     | AM 576㎑   | 10㎾  | 전남 순천시 해룡면 대안리 974-2        |                                                          |
| KBS광주 클래식FM              | HLCY-FM  | 망운산 송신소   | FM 94.5㎒  | 3㎾   | 경남 남해군 연죽면 망운리 산4-1        | 여순광 전지역                                            |
| EBS FM                        | HLQL-FM  | 심장 중계소     | FM 104.9㎒ | 10W   | 전남 여수시 남면 심장리 산198          | 여수시 남면 지역 일원 (여순광 제외)                      |
| EBS FM                        | HLQL-FM  | 도화 중계소     | FM 105.7㎒ | 10W   | 전남 고흥군 도화면 당오리 산113 시루봉 | 고흥권 도화면 일원 (여순광 제외)                         |
| EBS FM                        | HLQL-FM  | 망운산 송신소   | FM 106.3㎒ | 3㎾   | 경남 남해군 서면 연죽리 산38           | 여순광 전지역                                            |
| 여수MBC 표준FM                | HLAT-SFM | 남산 송신소     | FM 100.3㎒ | 1㎾   | 전남 순천시 인제동 산42-2              | 여순광 전지역 대구와 같은 주파수                         |
| 여수MBC 표준FM                | HLAT-SFM | 구봉산 중계소   | FM 107.1㎒ | 0.1㎾ | 전남 여수시 여서동 산163-3             | 여순광 전지역                                            |
| 여수MBC 표준FM                | HLAT-SFM | 망운산 중계소   | FM 101.3㎒ | 0.1㎾ | 경남 남해군 서면 연죽리 산38           | 여순광 전지역                                            |
| 여수MBC FM4U                  | HLAT-FM  | 구봉산 송신소   | FM 98.3㎒  | 2㎾   | 전라남도 여수시 여서동 산163-3         | 여순광 전지역                                            |
| kbc MyFM (SBS 파워FM)         | HLDH-FM  | 구봉산 중계소   | FM 96.7㎒  | 1㎾   | 전남 여수시 여서동 산160-3             | 여순광 전지역                                            |
| kbc MyFM (SBS 파워FM)         | HLDH-FM  | 구봉화산 중계소 | FM 90.7㎒  | 0.1kW | 전남 광양시 성황동 산228               | 여순광 전지역                                            |
| 전남CBS 표준FM (기독교)       | HLCL-FM  | 구봉산 송신소   | FM 102.1㎒ | 2㎾   | 전남 여수시 여서동 산163-3             | 여순광 전지역                                            |
| 전남CBS 표준FM (기독교)       | HLCL-FM  | 남산 중계소     | FM 89.5㎒  | 0.1㎾ | 전남 순천시 인제동 산42-2              | 여순광 전지역                                            |
| 전남동부극동방송 (기독교복음) | HLEI-FM  | 구봉화산 송신소 | FM 97.5㎒  | 1㎾   | 전남 광양시 성황동 산228               | 여순광 전지역                                            |
| 전남동부극동방송 (기독교복음) | HLEI-FM  | 구봉산 중계소   | FM 92.9㎒  | 0.1㎾ | 전남 여수시 여서동 산163-3             | 여수 전지역 춘천와 같은 주파수                           |
| 광주가톨릭평화방송 (천주교)   | HLDL-FM  | 구봉산 중계소   | FM 99.5㎒  | 1㎾   | 전남 여수시 여서동 산163-3             | 여순광 전지역                                            |
| 광주영어방송 (GFN)            | HLSY-FM  | 구봉산 중계소   | FM 93.7㎒  | 1㎾   | 전남 여수시 여서동 산163-3             | 여순광 전지역                                            |
| 광주불교방송 (불교)           | HLDB-FM  | 구봉화산 중계소 | FM 105.7㎒ | 0.5㎾ | 전남 광양시 성황동 산228               | 여순광 전지역                                            |
| 광주불교방송 (불교)           | HLDB-FM  | 장군산 중계소   | FM 105.1㎒ | 0.5㎾ | 전남 여수시 광무동 산24                | 여수 전지역                                              |
| TBN광주교통방송               | HLDM-FM  | 광양간이 중계소 | FM 103.5㎒ | 2㎾   | 전남 광양시 성황동 산228               | 여순광 전지역                                            |
| 순천미디어네트워크            | HLMA-FM  |                 | FM 92.5㎒  | 1W    | 전라남도 순천시                        |                                                          |

### 목포
- 방송 권역 : 전라남도 목포시, 무안군, 완도군, 해남군, 영암군, 신안군, 장흥군, 강진군, 진도군 일부
- 광주KBS 해피FM 2개의 목포지역 주파수는 88.1과 95.5 동시에 들을 수 있다.
- 목포KBS 제1라디오, 광주KBS 제1라디오, 전주KBS 제1라디오 3개의 목포지역 주파수는 105.9와 90.5 그리고 88.3 동시에 들을 수 있다.
- 광주KBS 클래식FM, 전주KBS 클래식FM 3개의 목포지역 주파수는 98.3과 92.3 그리고 104.5 동시에 들을 수 있다.
- 목포MBC 표준FM, 광주MBC 표준FM, 전주MBC 표준FM 3개의 목포지역 주파수는 89.1과 93.9 그리고 101.7 동시에 들을 수 있다.
- 목포MBC FM4U, 광주MBC FM4U 3개의 목포지역 주파수는 102.3과 91.5 그리고 95.1 동시에 들을 수 있다.
- EBS FM 5개의 목포지역 주파수는 104.1과 106.7 또는 105.3과 107.5 그리고 106.9 동시에 들을 수 있다.
- febc 목포극동방송, febc 광주극동방송 2개의 목포지역 주파수는 100.5와 93.1 동시에 들을 수 있다.
- 남도국악방송, 광주국악방송 2개의 목포지역 주파수는 94.7과 99.3 동시에 들을 수 있다.
- 광주, 전남권 9개의 목포지역 주파수는 kbc My FM 101.1, 광주CBS 표준FM 103.1, 광주CBS 음악FM 98.1, TBN 광주교통방송 97.3, BBS 광주불교방송 89.7, WBS 광주원음방송 107.9, cpbc 광주가톨릭평화방송 99.9, GFN 광주영어방송 98.7, KFN 라디오 96.5를 전부 다 들을 수 있다.

| 방송국                    | 호출부호 | 송신소        | 주파수     | 출력 | 송신소 위치                      | 비고                                                                    |
| ------------------------- | -------- | ------------- | ---------- | ---- | -------------------------------- | ----------------------------------------------------------------------- |
| KBS목포 제1라디오 표준FM  | HLKN     | 영암 송신소   | AM 1467㎑  | 50㎾ | 전남 영암군 삼호읍 난전리 558-2  |                                                                         |
| KBS목포 제1라디오 표준FM  | HLKN-SFM | 대둔산 송신소 | FM 105.9㎒ | 2㎾  | 전남 해남군 현산면 조산리 산84-1 | 광주, 전남지역 일원                                                     |
| KBS광주 제2라디오 해피FM  | HLAA-SFM | 대둔산 송신소 | FM 88.1㎒  | 100W | 전남 해남군 현산면 조산리 산84-1 | 광주, 목포, 해남지역 일원                                               |
| KBS목포 클래식FM          | HLKN-FM  | 양을산 송신소 | FM 98.3㎒  | 1㎾  | 전남 목포시 상동 산55-12         | 광주, 목포, 해남지역 일원 WBS 전북원음방송/광주CBS 음악FM 주파수와 혼신 |
| EBS FM                    | HLQL-FM  | 대둔산 송신소 | FM 104.1㎒ | 500W | 전남 해남군 현산면 황산리 산1-16 | 광주, 목포, 해남지역 일원                                               |
| EBS FM                    | HLQL-FM  | 양을산 송신소 | FM 106.7㎒ | 100W | 전남 목포시 상동 산55-2          | 광주, 목포, 해남지역 일원                                               |
| 목포MBC 표준FM            | HLAM-SFM | 대둔산 송신소 | FM 89.1㎒  | 2㎾  | 전남 해남군 현산면 황산리 산1-16 | 광주, 전남지역 일원                                                     |
| 목포MBC FM4U              | HLAM-FM  | 양을산 송신소 | FM 102.3㎒ | 1㎾  | 전라남도 목포시 상동 산55-2      | 광주, 목포, 해남지역 일원                                               |
| 목포극동방송 (기독교복음) | HLKW-FM  | 양을산 송신소 | FM 100.5㎒ | 1㎾  | 전남 목포시 용해동 산34-1        | 광주, 목포, 해남지역 일원                                               |
| 남도국악방송 (보조국)     |          | 대둔산 송신소 | FM 94.7㎒  | 500W | 전남 해남군 현산면 황산리 산1-16 | 광주, 목포, 해남지역 일원                                               |

### 대구
- 방송 권역 : 대구광역시 일원, 경상북도 구미시, 김천시, 영천시, 경산시, 칠곡군, 성주군, 고령군, 청도군 일부

| 송신소                      | 호출 부호     | 송신소        | 주파수      | 출력  | 송신소 위치                                      | 비고                                     |
| --------------------------- | ------------- | ------------- | ----------- | ----- | ------------------------------------------------ | ---------------------------------------- |
| KBS대구 제1라디오           | HLKG          | 경산 송신소   | AM 738㎑    | 100㎾ | 경북 경산시 진량읍 부기리 130                    |                                          |
| KBS대구 제1라디오           | HLKG-SFM      | 팔공산 송신소 | FM 101.3㎒  | 5㎾   | 대구 동구 용수동 산1                             | 대구, 영천지역 일원                      |
| KBS대구 제1라디오           | HLKG-SFM      | 김천 중계소   | FM 90.7㎒   | 100W  | 경북 김천시 신음동 산92 달봉산                   | 김천지역 일원 울산와 같은 주파수         |
| KBS대구 제2라디오           | HLQH          | 영일 송신소   | AM 558㎑    | 250㎾ | 경북 포항시 남구 호미곶면 해맞이로 252           |                                          |
| KBS대구 제2라디오           | HLQH-SFM      | 팔공산 송신소 | FM 102.3㎒  | 3㎾   | 대구 동구 용수동 산1                             | 대구, 영천지역 일원                      |
| KBS대구 제2라디오           | HLQH-SFM      | 김천 중계소   | FM 88.9㎒   | 100W  | 경북 김천시 신음동 산92 달봉산                   | 김천지역 일원                            |
| KBS대구 FM                  | HLKG-FM       | 팔공산 송신소 | FM 89.7㎒   | 5㎾   | 대구 동구 용수동 산1                             | 대구, 영천지역 일원                      |
| EBS FM                      | HLQL-FM       | 팔공산 송신소 | FM 105.1㎒  | 3㎾   | 대구 동구 용수동 산1                             | 대구, 영천지역 일원                      |
| EBS FM                      | HLQL-FM       | 금오산 중계소 | FM 107.1㎒  | 100W  | 경북 구미시 남통동 산94                          | 구미지역 일원                            |
| 대구MBC 표준FM              | HLCT-SFM      | 팔공산 송신소 | FM 96.5㎒   | 5㎾   | 경북 영천시 신녕면 치산리 산141-5                | 대구, 영천지역 일원                      |
| 대구MBC 표준FM              | HLCT-SFM      | 김천 중계소   | FM 98.7㎒   | 100W  | 경북 김천시 신음동 101-8 달봉산                  | 김천지역 일원                            |
| 대구MBC 표준FM              | HLCT-SFM      | 와룡산 중계소 | FM 100.3㎒  | 100W  | 대구 달서구 이곡동 산1                           | 대구 달서구 지역 일원 순천과 같은 주파수 |
| 대구MBC FM4U                | HLCT-FM       | 팔공산 송신소 | FM 95.3㎒   | 5㎾   | 경상북도 영천시 신녕면 치산리 산141-5            |                                          |
| TBC Dream FM                | HLDE-FM       | 팔공산 송신소 | FM 99.3㎒   | 5㎾   | 경북 영천시 신녕면 치산리 산141-5                | 대구, 영천지역 일원 태백과 같은 주파수   |
| TBC Dream FM                | HLDE-FM       | 와룡산 중계소 | FM 106.5MHz | 20W   | 대구 달서구 이곡동 산1                           | 대구 달서구 지역 일원 안동과 같은 주파수 |
| 대구CBS 표준FM (기독교)     | HLKT-SFM      | 팔공산 송신소 | FM 103.1㎒  | 5㎾   | 경북 영천시 신녕면 치산리 산141-5                | 광주와 같은 주파수                       |
| 대구CBS 음악FM (기독교)     | HLKT-FM       | 와룡산 송신소 | FM 97.1㎒   | 1㎾   | 대구 남구 대명9동 산277-1                        |                                          |
| 대구극동방송 (기독교복음)   | HLKK-FM       | 와룡산 송신소 | FM 91.9㎒   | 1㎾   | 대구 달서구 이곡동 산1                           | 대구, 영천지역 일원                      |
| 대구극동방송 (기독교복음)   | HLKK-FM       | 구미 중계소   | FM 105.9㎒  | 200W  | 경북 구미시 옥계동 산20 KT옥계                   | 구미지역 일원                            |
| 대구가톨릭평화방송 (천주교) | HLDK-FM       | 팔공산 송신소 | FM 93.1㎒   | 3㎾   | 경북 영천시 신녕면 치산리 산141-5                | 대구, 영천지역 일원                      |
| 대구가톨릭평화방송 (천주교) | HLDK-FM       | 김천 중계소   | FM 100.5㎒  | 50W   | 경북 김천시 평화동 406-1                         | 김천지역 일원                            |
| 대구불교방송 (불교)         | HLDI-FM       | 팔공산 송신소 | FM 94.5㎒   | 3㎾   | 대구광역시 군위군 부계면 동산리 산73             |                                          |
| 대구원음방송 (원불교)       | HLCS-FM       | 앞산 송신소   | FM 98.3㎒   | 1㎾   | 대구 남구 대명9동 산227-1                        | [ 10 ]                                   |
| 대구국악방송 (보조국)       |               | 앞산 중계소   | FM 107.5㎒  | 1㎾   | 대구 남구 대명9동 산227-1                        | 청주과 같은 주파수                       |
| TBN대구교통방송             | HLDU-FM       | 팔공산 송신소 | FM 103.9㎒  | 3㎾   | 경북 영천시 신녕면 치산리 산141-5 (TBC)          | 충남과 같은 주파수                       |
| TBN대구교통방송             | HLDU-FM       | 김천 중계소   | FM 95.9㎒   | 100W  | 경북 김천시 신음동 산101-8 달봉산 (대구문화방송) |                                          |
| AFN Korea#Thunder AM        | -             | 왜관 송신소   | AM 1440㎑   | 5㎾   | 대구광역시 남구 대명5동 (캠프 워커)              |                                          |
| AFN Korea#Eagle FM          | -             | 대구 송신소   | FM 88.5㎒   | 1㎾   | 대구광역시 남구 대명5동 (캠프 워커)              |                                          |
| AFN Korea#Eagle FM          | -             | 왜관 중계소   | FM 88.5㎒   | 50W   | 경상북도 칠곡군 왜관읍 왜관리 (캠프 캐럴)        |                                          |
| 성서공동체FM                | HLMA-LFM-6002 |               | FM 89.3㎒   | 1W    | 대구광역시 달서구 달구벌대로 1208                |                                          |
| 성주FM                      | HLMA-LFM-6003 |               | FM 92.7㎒   | 1W    | 경상북도 성주군                                  |                                          |
| 와글사회적협동조합          | HLMA-LFM-6005 |               | FM 104.5㎒  | 1W    | 대구 동구                                        |                                          |

### 포항
- 방송 권역 : 경상북도 포항시, 경주시, 경산시, 영천시, 청도군 일부

| 방송국                      | 호출부호         | 송신소        | 주파수     | 출력                                        | 송신소 위치                                     | 비고                    |
| --------------------------- | ---------------- | ------------- | ---------- | ------------------------------------------- | ----------------------------------------------- | ----------------------- |
| KBS포항 제1라디오 표준FM    | HLCP             | 영일 송신소   | AM 1035㎑  | 10㎾                                        | 경북 포항시 남구 호미곶면 구만리 380            |                         |
| KBS포항 제1라디오 표준FM    | HLCP-SFM         | 조항산 송신소 | FM 95.9㎒  | 1㎾                                         | 경북 포항시 남구 동해면 석리 산94-1             | 포항, 경주지역 일원     |
| KBS포항 제1라디오 표준FM    | HLCP-SFM         | 울진FM 중계소 | FM 93.9㎒  |                                             | 경북 울진군 원남면 덕신리 산10 현종산           | 울진군지역 일원         |
| KBS포항 제1라디오 표준FM    | HLCP-SFM         | 울릉FM 중계소 | FM 89.3㎒  | 0.25㎾                                      | 경북 울릉군 울릉읍 사동리 산29-1 삼각산         | 울릉군지역 일원         |
| KBS포항 제1라디오 표준FM    | HLCP-SFM         | 독도FM 중계소 | FM 102.5㎒ | 100W                                        | 경북 울릉군 울릉읍 독도리 산30                  |                         |
| KBS대구 제1라디오 표준FM    |                  | 경주 중계소   | FM 88.7㎒  | 500W                                        | 경북 경주시 건천읍 화천리 산14-1 벽도산         | 경주지역 일원           |
| KBS대구 제2라디오 해피FM    | -                | 울릉 중계소   | FM 92.1㎒  | 250W                                        | 경북 울릉군 울릉읍 사동리 산29-1 삼각산         | 울릉군지역 일원         |
| KBS대구 클래식FM            | HLCP-FM          | 조항산 송신소 | FM 93.5㎒  | 3㎾                                         | 경북 포항시 동해면 석리 산94-1                  | 포항, 경주지역 일원     |
| KBS대구 클래식FM            |                  | 울릉 중계소   | FM 94.1MHz | 250W                                        | 경북 울릉군 울릉읍 사동리 산29-1                | 울릉군지역 일원         |
| EBS FM                      | -                | 조항산 송신소 | FM 106.7㎒ | 3kW                                         | 경북 포항시 남구 동해면 석동리 산94             | 포항, 경주지역 일원     |
| EBS FM                      | -                | 경주 중계소   | FM 104.3㎒ | 100W                                        | 경북 경주시 건천읍 화천리 산14 벽도산           | 경주지역 일원           |
| EBS FM                      | -                | 울진 중계소   | FM 104.5㎒ | 100W                                        | 경북 울진군 원남면 덕신리 산10                  | 울진군지역 일원         |
| EBS FM                      | -                | 울릉 중계소   | FM 107.9㎒ | 100W                                        | 경북 울릉군 울릉읍 사동리 산29-1 삼각산         | 울릉군지역 일원         |
| 포항MBC 표준FM              |                  |               |            |                                             |                                                 |                         |
| HLAV-SFM                    | 도음산 송신소    | FM 100.7㎒    | 3㎾        | 경북 포항시 북구 흥해읍 대련리 1104-1       | 포항, 경주지역 일원                             |                         |
| HLAV-SFM                    | 울릉간이FM중계소 | FM 98.5㎒     | 0.25㎾     | 경북 울릉군 울릉읍 사동리 산29-1 삼각산     | 울릉군지역 일원                                 |                         |
| HLAV-SFM                    | 울진간이FM중계소 | FM 102.7㎒    | 1㎾        | 경북 울진군 원남면 덕신리 산64-4 현종산     | 울진군지역 일원                                 |                         |
| 포항MBC FM4U                |                  |               |            |                                             |                                                 |                         |
| HLAV-FM                     | 도음산 송신소    | FM 97.9㎒     | 3㎾        | 경상북도 포항시 북구 흥해읍 대련리 1104-1   | 포항, 경주지역 일원                             |                         |
| HLAV-FM                     | 울릉간이FM중계소 | FM 90.9㎒     | 0.25㎾     | 경상북도 울릉군 울릉읍 사동리 산29-1 삼각산 | 울릉군지역 일원                                 |                         |
| HLAV-FM                     | 울진간이FM중계소 | FM 94.9㎒     | 1㎾        | 경상북도 울진군 원남면 덕신리 산64-4 현종산 | 울진군지역 일원                                 |                         |
| TBC Dream FM (SBS 파워FM)   | -                | 조항산 중계소 | FM 99.7㎒  | 1㎾                                         | 경북 포항시 남구 장기면 죽정리 산94-1           |                         |
| 포항CBS 표준FM (기독교)     | HLCB-FM          | 도음산 송신소 | FM 91.5㎒  | 3㎾                                         | 경북 포항시 북구 흥해읍 대련리 1104-1 (포항MBC) | 강릉·청주와 같은 주파수 |
| 포항극동방송 (기독교복음)   | HLDZ-FM          | 도음산 송신소 | FM 90.3㎒  | 3㎾                                         | 경북 포항시 북구 흥해읍 대련리 1104-1           |                         |
| 대구가톨릭평화방송 (천주교) | -                | 조항산 중계소 | FM 96.9㎒  | 500W                                        | 경북 포항시 남구 동해면 금광리 산28-3           |                         |
| 대구불교방송 (불교)         | -                | 도음산 중계소 | FM 105.5㎒ | 500W                                        | 경북 포항시 남구 동해면 금광리 1-2              | [ 13 ]                  |
| 경주국악방송 (보조국)       |                  | 도음산 중계소 | FM 107.9㎒ | 3㎾                                         | 경북 포항시 북구 흥해읍 대련리 1104-1           |                         |
| KFN 라디오                  | -                | 조항산 송신소 | FM 92.7㎒  | 1㎾                                         | 경북 포항시 남구 동해면 석리 산94-1             |                         |
| TBN경북교통방송             | HLEF-FM          | 경주 송신소   | FM 103.5㎒ | 1㎾                                         | 경북 경주시 강동면 단구리 산11-3 (세림이동통신) | 광양과 같은 주파수      |
| TBN경북교통방송             | HLEF-FM          | 현종산 중계소 | FM 103.7㎒ | 1㎾                                         | 경북 울진군 원남면 덕산리 산10 (KT)             | 울진군지역 일원         |

### 안동
- 방송 권역 : 경상북도 상주시, 안동시, 영주시, 문경시, 예천군, 의성군, 봉화군, 청송군, 영양군 일부

| 방송국                      | 호출부호      | 송신소        | 주파수     | 출력  | 송신소 위치                             | 비고                                   |
| --------------------------- | ------------- | ------------- | ---------- | ----- | --------------------------------------- | -------------------------------------- |
| KBS안동 제1라디오 표준FM    | HLCR          | 안동 송신소   | AM 963㎑   | 10㎾  | 경북 안동시 수상동 621-4                |                                        |
| KBS안동 제1라디오 표준FM    | HLCR-SFM      | 일월산 송신소 | FM 90.5㎒  | 1㎾   | 경북 영양군 청기면 당리 산118           | 광주와 같은 주파수 안동, 영양지역 일원 |
| KBS안동 제1라디오 표준FM    | HLCR-SFM      | 강남 중계소   | FM 104.5㎒ | 0.1㎾ | 경북 안동시 남선면 구미리 723-1         | 안동시 남선면 일원                     |
| KBS안동 제1라디오 표준FM    | HLCR-SFM      | 영주 중계소   | FM 104.3㎒ | 100W  | 경북 영주시                             |                                        |
| KBS안동 제1라디오 표준FM    | HLCR-SFM      | 청송 중계소   | FM 92.5㎒  | 50W   | 경북 청송군 청송읍 덕리 산36            |                                        |
| KBS대구 클래식FM            | HLCR-FM       | 학가산 송신소 | FM 88.1㎒  | 3㎾   | 경북 안동시 북후면 신전리 산69          |                                        |
| EBS FM                      | -             | 가은 중계소   | FM 106.7㎒ | 10W   | 경북 문경시 가은읍 왕릉리 산18          | 문경시 가은읍 일원                     |
| EBS FM                      | -             | 문경 중계소   | FM 107.9㎒ | 10W   | 경북 문경시 문경읍 하리 산1-5 잣밭산    | 문경지역 일원                          |
| EBS FM                      | -             | 일월산 송신소 | FM 107.7㎒ | 3㎾   | 경북 영양군 청기면 당리 산118           | 안동, 영양지역 일원                    |
| 안동MBC 표준FM              | HLAW-SFM      | 학가산 송신소 | FM 100.1㎒ | 1㎾   | 경북 안동시 북후면 신전리 산69          |                                        |
| 안동MBC FM4U                | HLAW-FM       | 학가산 송신소 | FM 91.3㎒  | 3㎾   | 경상북도 안동시 북후면 신전리 산69      |                                        |
| TBC Dream FM (SBS 파워FM)   | -             | 학가산 중계소 | FM 106.5㎒ | 500W  | 경북 안동시 북후면 신전리 산69          | 와룡과 같은 주파수                     |
| 대구CBS 표준FM (기독교)     | -             | 안동 중계소   | FM 92.3㎒  | 0.5㎾ | 경북 안동시 남선면 현내리 1-5           | 안동시 남선면 일원                     |
| 대구가톨릭평화방송 (천주교) | -             | 안동 중계소   | FM 100.7㎒ | 500W  | 경북 안동시 북후면 신전리 산69          |                                        |
| 대구불교방송 (불교)         | -             | 학가산 중계소 | FM 97.7㎒  | 500W  | 경북 안동시 북후면 신전리 산69          | [ 13 ]                                 |
| 영주FM                      | HLMA-LFM-6001 |               | FM 89.1㎒  | 1W    | 경상북도 영주시 구성로 269 (KT영주지사) |                                        |
| 한국문화나눔사회적협동조합  | HLMA-LFM-6004 |               | FM 93.9㎒  | 1W    | 경상북도 상주시                         |                                        |

### 부산
- 방송 권역 : 부산광역시 일원, 경상남도 김해시, 양산시 일부

| 방송국                      | 호출부호       | 송신소           | 주파수                           | 출력   | 송신소 위치                             | 비고                                                    |
| --------------------------- | -------------- | ---------------- | -------------------------------- | ------ | --------------------------------------- | ------------------------------------------------------- |
| KBS부산 제1라디오 표준FM    | HLKB           | 김해 송신소      | AM 891㎑                         | 250㎾  | 경남 김해시 부원동 339                  |                                                         |
| KBS부산 제1라디오 표준FM    | HLKB-SFM       | 황령산 송신소    | FM 103.7㎒                       | 3㎾    | 부산 부산진구 전포1동 산50-1            | 부산, 김해지역 일원                                     |
| KBS부산 제1라디오 표준FM    | HLKB-SFM       | 정관 중계소      | FM 91.3㎒                        | 0.02㎾ | 부산 기장군 정관읍 달산리 산32-2        | 기장·양산·녹산과 같은 주파수                            |
| KBS부산 제1라디오 표준FM    | HLKB-SFM       | 기장 중계소      | FM 91.3㎒                        | 0.03㎾ | 부산 기장군 일광읍 횡계리 산28-1        | 정관·양산·녹산과 같은 주파수                            |
| KBS부산 제1라디오 표준FM    | HLKB-SFM       | 양산 중계소      | FM 91.3㎒                        | 0.02㎾ | 경남 양산시 북정동 산39-2               | 양산지역 일원 정관·기장·녹산과 같은 주파수              |
| KBS부산 제1라디오 표준FM    | HLKB-SFM       | 녹산 중계소      | FM 91.3㎒                        | 0.03㎾ | 부산 강서구 생곡동 산 10-3              | 정관·기장·양산과 같은 주파수                            |
| KBS부산 제2라디오 해피FM    | HLKE-SFM       | 황령산 송신소    | FM 97.1㎒                        | 3㎾    | 부산 부산진구 전포1동 산50-1            | 부산, 김해지역 일원                                     |
| KBS부산 제2라디오 해피FM    | HLKE-SFM       | 양산 중계소      | FM 99.5㎒                        | 20W    | 경남 양산시 북정동 산39-2               | 양산지역 일원 기장·정관·녹산과 같은 주파수              |
| KBS부산 제2라디오 해피FM    | HLKE-SFM       | 기장 중계소      | FM 99.5㎒                        | 15W    | 부산 기장군 일광면 횡계리 산28-1        | 양산·정관·녹산과 같은 주파수                            |
| KBS부산 제2라디오 해피FM    | HLKE-SFM       | 정관 중계소      | FM 99.5㎒                        | 20W    | 부산 기장군 정관읍 달산리 산32-2        | 양산·기장·녹산과 같은 주파수                            |
| KBS부산 제2라디오 해피FM    | HLKE-SFM       | 녹산 중계소      | FM 99.5㎒                        | 30W    | 부산 강서구 생곡동 산 10-3              | 양산·기장·정관과 같은 주파수                            |
| KBS부산 클래식FM            | HLKB-FM        | 황령산 송신소    | FM 92.7㎒                        | 5㎾    | 부산 부산진구 전포1동 산50-1            |                                                         |
| EBS FM                      | -              | 황령산 송신소    | FM 107.7㎒                       | 3㎾    | 부산 부산진구 전포1동 산50-1            | 부산, 김해지역 일원                                     |
| EBS FM                      | -              | 양산 중계소      | FM 105.7㎒                       | 100W   | 경남 양산시 북정동 산39-2               | 양산지역 일원                                           |
| 부산MBC 표준FM              | HLKU-SFM       | 황령산 송신소    | FM 95.9㎒                        | 3㎾    | 부산 부산진구 전포1동 산50-1            | 수도권과 같은 주파수, 부산, 김해지역 일원               |
| 부산MBC 표준FM              | HLKU-SFM       | 양산타워 중계소  | FM 97.7㎒                        | 20W    | 경남 양산시 동면 석산리 656-30          | 양산지역 일원                                           |
| 부산MBC 표준FM              | HLKU-SFM       | 녹산간이FM중계소 | FM 106.5㎒                       | 0.02㎾ | 부산 강서구 녹산동 산2-27 봉화산        | 기장·정관과 같은 주파수 양산지역 일원                   |
| 부산MBC 표준FM              | HLKU-SFM       | 기장간이FM중계소 | FM 106.5㎒                       | 0.02㎾ | 부산 기장군 기장읍 신천리 1 기장군청    | 녹산·정관과 같은 주파수                                 |
| 부산MBC 표준FM              | HLKU-SFM       | 정관간이FM중계소 | FM 106.5㎒                       | 0.02㎾ | 부산 기장군 정관읍 달산리 산146-14      | 녹산·기장과 같은 주파수                                 |
| 부산MBC FM4U                | HLKU-FM        | 황령산 송신소    | FM 88.9㎒                        | 5㎾    | 부산광역시 부산진구 전포1동 산50-1      |                                                         |
| KNN 러브FM (SBS 러브FM)     | HLDG-2FM       | 황령산 송신소    | FM 105.7㎒                       | 1㎾    | 부산 연제구 연산2동 산181-3             | 부산, 김해지역 일원 EBS 라디오 양산중계소 주파수와 혼신 |
| KNN 러브FM (SBS 러브FM)     | HLDG-2FM       | 정관 중계소      | FM 89.3㎒                        | 20W    | 부산 기장군 정관읍 달산리 산146-14      | 기장과 같은 주파수                                      |
| KNN 러브FM (SBS 러브FM)     | HLDG-2FM       | 기장 중계소      | FM 89.3㎒                        | 20W    | 부산 기장군 일광면 삼성리 산41          | 정관과 같은 주파수                                      |
| KNN 러브FM (SBS 러브FM)     | HLDG-2FM       | 양산타워 중계소  | FM 88.5㎒                        | 20W    | 경남 양산시 동면 석산리 656-30          | 양산지역 일원                                           |
| KNN 파워FM (SBS 파워FM)     | HLDG-FM        | 황령산 송신소    | FM 99.9㎒                        | 5㎾    | 부산 연제구 연산2동 산181-3             | 부산, 김해지역 일원                                     |
| KNN 파워FM (SBS 파워FM)     | HLDG-FM        | 정관 중계소      | FM 96.3㎒                        | 20W    | 부산 기장군 정관읍 달산리 산146-14      | 기장·양산과 같은 주파수                                 |
| KNN 파워FM (SBS 파워FM)     | HLDG-FM        | 기장 중계소      | FM 96.3㎒                        | 20W    | 부산 기장군 일광면 삼성리 산41          | 정관.양산과 같은 주파수                                 |
| KNN 파워FM (SBS 파워FM)     | HLDG-FM        | 양산타워 중계소  | FM 96.3㎒                        | 20W    | 경남 양산시 동면 석산리 656-30          | 양산지역 일원 기장·정관과 같은 주파수                   |
| 부산CBS 표준FM (기독교)     | HLKP-SFM(표준) | 황령산 송신소    | FM 102.9㎒                       | 5㎾    | 부산 연제구 연산2동 산181-3 (KNN)       |                                                         |
| 부산CBS 음악FM (기독교)     | HLKP-FM        | 황령산 송신소    | FM 102.1㎒                       | 1㎾    | 부산광역시 연제구 연산2동 산181-3 (KNN) |                                                         |
| 부산CBS 음악FM (기독교)     | HLKP-FM        | 녹산 중계소      | FM 105.3㎒                       | 20W    | 부산 강서구 녹산동 산2-27 봉화산        | 양산지역 일원                                           |
| 부산극동방송 (기독교복음)   | HLQQ-FM        | 봉래산 송신소    | FM 93.3㎒                        | 1㎾    | 부산 영도구 신선동3가 산1-3 봉래산      | 대전과 같은 주파수 [부산, 김해지역 일원]                |
| 부산극동방송 (기독교복음)   | HLQQ-FM        | 녹산 중계소      | FM 96.7㎒                        | 20W    | 부산 강서구 생곡동 산10-3 봉화산        | 양산지역 일원                                           |
| 부산가톨릭평화방송 (천주교) | HLDW-FM        | 황령산 송신소    | FM 101.1㎒                       | 3㎾    | 부산 연제구 연산2동 산181-3 (KNN)       | 부산, 김해지역 일원                                     |
| 부산가톨릭평화방송 (천주교) | HLDW-FM        | 녹산 중계소      | FM 101.5㎒                       | 20W    | 부산 강서구 녹산동 산2-27 봉화산        | 양산지역 일원                                           |
| 부산불교방송 (불교)         | HLDA-FM        | 황령산 송신소    | FM 89.9㎒                        | 5㎾    | 부산 연제구 연산2동 산181-3 (KNN)       |                                                         |
| 부산원음방송 (원불교)       | HLQJ-FM        | 황령산 송신소    | FM 104.9㎒                       | 3㎾    | 부산 연제구 연산2동 산181-3 (KNN)       |                                                         |
| 부산국악방송 (보조국)       |                | 영도 송신소      | FM 98.5㎒                        | 1㎾    | 부산 영도구 신선동3가 산1-1             |                                                         |
| 부산영어방송 (Busan e-FM)   | HLSX-FM        | 황령산 송신소    | FM 90.5㎒ (주) FM 103.3㎒ (보조) | 1㎾    | 부산광역시 연제구 연산2동 산181-3 (KNN) | 보조 중계소는 녹산, 기장, 정관 일원                     |
| TBN부산교통방송             | HLDN-FM        | 황령산 송신소    | FM 94.9㎒                        | 3㎾    | 부산 연제구 연산2동 산181-3 (KNN)       |                                                         |
| 연제FM                      | HLMA-FM        |                  | FM 106.3㎒                       | 10W    | 부산 연제구                             |                                                         |

### 울산
- 방송 권역 : 울산광역시 일원, 경상북도 경주시 일부

| 방송국                      | 호출부호 | 송신소        | 주파수     | 출력  | 송신소 위치                   | 비고               |
| --------------------------- | -------- | ------------- | ---------- | ----- | ----------------------------- | ------------------ |
| KBS울산 제1라디오 표준FM    | HLQB     | 울산 송신소   | AM 1449㎑  | 10㎾  | 울산 남구 여천동 1224         |                    |
| KBS울산 제1라디오 표준FM    | HLQB-SFM | 무룡산 송신소 | FM 90.7㎒  | 1㎾   | 울산 북구 화봉동 산1-3        | 김천와 같은 주파수 |
| KBS울산 클래식FM            | HLQB-FM  | 무룡산 송신소 | FM 101.9㎒ | 3㎾   | 울산 북구 화봉동 산1-3        |                    |
| EBS FM                      | -        | 무룡산 송신소 | FM 105.9㎒ | 3㎾   | 울산 북구 화봉동 산1-3        |                    |
| 울산MBC 표준FM              | HLAU-SFM | 무룡산 송신소 | FM 97.5㎒  | 1㎾   | 울산 북구 연암동 산1-5        |                    |
| 울산MBC FM4U                | HLAU-FM  | 무룡산 송신소 | FM 98.7㎒  | 3㎾   | 울산 북구 연암동 산1-5        |                    |
| ubc Green FM (SBS 파워FM)   | HLDP-FM  | 무룡산 송신소 | FM 92.3㎒  | 3㎾   | 울산 북구 화봉동 20-1         |                    |
| 울산CBS 표준FM (기독교)     | HLCD-FM  | 무룡산 송신소 | FM 100.3㎒ | 3㎾   | 울산 북구 어물동 산195-3 (KT) |                    |
| 울산극동방송 (기독교복음)   | HLQR-FM  | 무룡산 송신소 | FM 107.3㎒ | 3㎾   | 울산 북구 어물동 산195-3      |                    |
| 부산가톨릭평화방송 (천주교) | HLDW-FM  | 무룡산 송신소 | FM 93.7㎒  | 0.5㎾ | 울산 북구 화봉동 20-1         |                    |
| 울산불교방송 (불교)         | HLQU-FM  | 무룡산 송신소 | FM 88.3㎒  | 3㎾   | 울산 북구 화봉동 20-1         |                    |
| TBN울산교통방송             | HLCV-FM  | 무룡산 송신소 | FM 104.1㎒ | 1㎾   | 울산 북구 화봉동 20-1         |                    |

### 경남 창원
- 방송 권역 : 경상남도 창원시, 통영시, 거제시, 김해시

| 방송국                      | 호출부호 | 송신소        | 주파수     | 출력 | 송신소 위치                                  | 비고                                    |
| --------------------------- | -------- | ------------- | ---------- | ---- | -------------------------------------------- | --------------------------------------- |
| KBS창원 제1라디오 표준FM    | HLAI-SFM | 불모산 송신소 | FM 91.7㎒  | 5㎾  | 경남 창원시 성산구 천선동 산213-8            | 경남 창원지역 일원                      |
| KBS창원 제1라디오 표준FM    | HLAI-SFM | 내서 중계소   | FM 90.1㎒  | 20W  | 경남 창원시 마산회원구 내서읍 상곡리 산163   |                                         |
| KBS창원 제2라디오 해피FM    | HLKD-SFM | 불모산 송신소 | FM 106.1㎒ | 3㎾  | 경남 창원시 성산구 천선동 산213-8            | 경남 창원지역 일원 수도권과 같은 주파수 |
| KBS창원 제3라디오           | HLKD     | 가포 송신소   | AM 936㎑   | 10㎾ | 경남 창원시 마산합포구 가포동 산96           |                                         |
| KBS창원 클래식FM            | HLAI-FM  | 불모산 송신소 | FM 93.9㎒  | 1㎾  | 경남 창원시 성산구 천선동 산213-8            | 경남 창원지역 일원                      |
| EBS FM                      | -        | 불모산 송신소 | FM 104.3㎒ | 3㎾  | 경남 창원시 성산구 천선동 산213-8            | 경남 창원지역 일원                      |
| EBS FM                      | -        | 통영 중계소   | FM 103.3㎒ | 100W | 경남 통영시 산양읍 남평리 산90 미륵산        | 경남 통영지역 일원                      |
| MBC경남 창원 표준FM         | HLAP-SFM | 불모산 송신소 | FM 98.9㎒  | 3㎾  | 경남 창원시 성산구 천선동 산213-8            | 경남 창원지역 일원                      |
| MBC경남 창원 표준FM         | HLAP-SFM | 내서 중계소   | FM 96.7㎒  |      | 경남 창원시 마산회원구 내서읍 상곡리 산163   |                                         |
| MBC경남 창원 FM4U           | HLAP-FM  | 불모산 송신소 | FM 100.5㎒ | 1㎾  | 경남 창원시 성산구 천선동 산213-8            | 경남 창원지역 일원                      |
| KNN 러브FM (SBS 러브FM)     | HLDG-2FM | 불모산 중계소 | FM 90.9㎒  | 1㎾  | 경남 창원시 성산구 천선동 산213-8            | 경남 창원지역 일원                      |
| KNN 파워FM (SBS 파워FM)     | HLDG-FM  | 불모산 중계소 | FM 102.5㎒ | 1㎾  | 경남 창원시 성산구 천선동 산213-8            | 경남 창원지역 일원                      |
| 경남CBS 표준FM (기독교)     | HLCC-FM  | 불모산 송신소 | FM 106.9㎒ | 5㎾  | 경남 창원시 성산구 천선동 산213-8            | 경남 창원지역 일원                      |
| 창원극동방송 (기독교복음)   | HLDD-FM  | 불모산 송신소 | FM 98.1㎒  | 5㎾  | 경남 창원시 성산구 천선동 산213-8            | 경남 창원지역 일원                      |
| 부산가톨릭평화방송 (천주교) | HLDW-FM  | 천주산 중계소 | FM 101.7㎒ | 1㎾  | 경남 창원시 의창구 동정동 163-3              | 경남 창원지역 일원                      |
| 부산불교방송 (불교)         | HLDA-FM  | 천주산 중계소 | FM 89.5㎒  | 500W | 경남 창원시 의창구 동정동 163-3              | 경남 창원지역 일원                      |
| TBN경남교통방송             | HLEE-FM  | 불모산 송신소 | FM 95.5㎒  | 1㎾  | 경남 창원시 성산구 천선동 산213-8            | 경남 창원지역 일원                      |
| AFN Korea#Thunder AM        | -        | 진해 중계소   | AM 1512㎑  | 250W | 경상남도 창원시 진해구 현동 (진해기지사령부) |                                         |
| AFN Korea#Eagle FM          | -        | 진해 중계소   | FM 88.5㎒  | 50W  | 경상남도 창원시 진해구 현동 (진해기지사령부) |                                         |

### 경남 진주·거창
- 방송 권역 : 진주시, 사천시, 남해군, 하동군, 함안군, 함양군, 의령군, 산청군, 거창군, 창녕군, 합천군, 고성군 일부

| 방송국                    | 호출부호 | 송신소          | 주파수     | 출력 | 송신소 위치                               | 비고                                                                                     |
| ------------------------- | -------- | --------------- | ---------- | ---- | ----------------------------------------- | ---------------------------------------------------------------------------------------- |
| KBS진주 제1라디오 표준FM  | HLCJ     | 진주 송신소     | AM 1098㎑  | 20㎾ | 경남 진주시 평거동 695-203                |                                                                                          |
| KBS진주 제1라디오 표준FM  | HLCJ-SFM | 망진산 송신소   | FM 90.3㎒  | 1㎾  | 경남 진주시 망경동 631                    | 경남 진주, 하동, 남해, 사천, 거창지역 일원, 전남 여순광 전지역 일부 수도권과 같은 주파수 |
| KBS진주 제1라디오 표준FM  | HLCJ-SFM | 금오산 송신소   | FM 97.1㎒  | 500W | 경남 하동군 금남면 덕천리 산2-1           | 전남 여순광 전지역, 경남 진주, 하동, 남해지역 일원 원주와 같은 주파수                    |
| KBS진주 제1라디오 표준FM  | HLCJ-SFM | 감악산 중계소   | FM 103.3㎒ | 500W | 경남 거창군 남상면 구사리 산12-5          | 경남 거창, 진주, 하동, 남해, 사천지역 일원                                               |
| KBS창원 제2라디오 해피FM  | -        | 생초 중계소     | FM 99.7㎒  | 100W | 경남 산청군 금서면 특리 산24-3            | 경남지역 일원                                                                            |
| KBS창원 클래식FM          | HLCJ-FM  | 망진산 송신소   | FM 89.3㎒  | 1㎾  | 경남 진주시 망경동 631                    | 전남 여순광 전지역, 경남 진주, 하동, 남해, 사천, 거창지역 일원                           |
| KBS창원 클래식FM          | HLCJ-FM  | 감악산 중계소   | FM 92.1㎒  | 3㎾  | 경남 거창군 남상면 구사리 산12-5          | 전남 여순광 전지역, 경남 거창, 진주, 하동, 남해, 사천지역 일원                           |
| EBS FM                    | -        | 망진산 송신소   | FM 101.5㎒ | 500W | 경남 진주시 망경동 631                    | 전남 여순광 전지역, 경남 진주, 하동, 남해, 사천, 거창지역 일원                           |
| EBS FM                    | -        | 감악산 중계소   | FM 104.7㎒ | 3㎾  | 경남 거창군 남상면 구사리 산12-5          | 전남 여순광 전지역, 경남 거창, 진주, 하동, 남해, 사천지역 일원                           |
| MBC경남 진주 표준FM       | HLAK-SFM | 금오산 송신소   | FM 91.1㎒  | 3㎾  | 경남 하동군 금남면 중평리 산100-2         | 전남 여순광 전지역, 경남 하동, 진주, 남해지역 일원                                       |
| MBC경남 진주 표준FM       | HLAK-SFM | 감악산 중계소   | FM 93.5㎒  | 1㎾  | 경남 거창군 남상면 구사리 산12-7          | 경남 거창지역 일원                                                                       |
| MBC경남 진주 FM4U         | HLAK-FM  | 망진산 송신소   | FM 97.7㎒  | 1㎾  | 경남 진주시 망경동 631                    | 경남 진주, 하동, 남해지역 일원                                                           |
| MBC경남 진주 FM4U         | HLAK-FM  | 감악산 중계소   | FM 96.1㎒  | 3㎾  | 경남 거창군 남상면 구사리 산12-7          | 경남 거창지역 일원                                                                       |
| KNN 러브FM (SBS 러브FM)   | HLDG-2FM | 장군대산 중계소 | FM 98.7㎒  | 1㎾  | 경남 진주시 문산읍 상문리 325-5           | 경남 진주, 하동, 남해지역 일원                                                           |
| KNN 파워FM (SBS 파워FM)   | HLDG-FM  | 장군대산 중계소 | FM 105.5㎒ | 1㎾  | 경남 진주시 문산읍 상문리 325-5           | 경남 진주, 하동, 남해지역 일원                                                           |
| KNN 파워FM (SBS 파워FM)   | -        | 감악산 중계소   | FM 106.7㎒ | 500W | 경남 거창군 남상면 구사리 산12-1          | 경남 거창지역 일원                                                                       |
| 경남CBS 표준FM (기독교)   | HLCC-FM  | 망진산 중계소   | FM 94.1㎒  | 250W | 경남 진주시 망경동 631                    | 경남 진주, 하동, 남해, 거창지역 일원                                                     |
| 창원극동방송 (기독교복음) | HLDD-FM  | 장군대산 중계소 | FM 92.5㎒  | 500W | 경남 진주시 문산읍 상문리 325-5           | 경남 진주, 하동, 남해, 거창지역 일원                                                     |
| 부산불교방송 (불교)       | HLDA-FM  | 장군대산 중계소 | FM 88.1㎒  | 100W | 경남 진주시 문산읍 상문리 325-5           | 경남 진주, 하동, 남해, 거창지역 일원 인천과 같은 주파수                                  |
| TBN경남교통방송           | HLEE-FM  | 장군대산 중계소 | FM 100.1㎒ | 1㎾  | 경남 진주시 문산읍 상문리 325-5 (MBC경남) | 경남 진주, 하동, 남해, 거창지역 일원                                                     |
| TBN경남교통방송           | HLEE-FM  | 감악산 중계소   | FM 107.3㎒ | 200W | 경남 거창군 신원면 구사리 산12-1          | 경남 거창지역 일원                                                                       |
| 남해FM                    | HLMA-FM  |                 | FM 91.9㎒  | 10W  | 경상남도 남해군                           |                                                                                          |

### 강원특별자치도

#### 춘천
- 방송 권역 : 강원특별자치도 춘천시, 홍천군, 철원군, 화천군, 양구군, 인제군 일원, 경기도 가평군, 남양주시 일부

| 방송국                   | 호출부호 | 송신소          | 주파수     | 출력  | 송신소 위치                                    | 비고                           |
| ------------------------ | -------- | --------------- | ---------- | ----- | ---------------------------------------------- | ------------------------------ |
| KBS춘천 제1라디오        | HLKM     | 사농 송신소     | AM 657㎑   | 50㎾  | 강원 춘천시 사농동 648                         |                                |
| KBS춘천 제1라디오        | HLKM-SFM | 화악산 중계소   | FM 99.5㎒  | 1㎾   | 경기 가평군 북면 화악2리 산218-2               | 춘천지역 일원, 수도권지역 일부 |
| KBS춘천 제1라디오        | HLKM-SFM | 대암산 중계소   | FM 97.5㎒  | 0.1㎾ | 강원 인제군 서화면 서흥리 산170                |                                |
| KBS춘천 제2라디오        | HLCE-SFM | 화악산 송신소   | FM 98.7㎒  | 3㎾   | 경기 가평군 북면 화악2리 산218-2               | 춘천지역 일원, 수도권지역 일부 |
| KBS춘천 제2라디오        | HLCE-SFM | 대암산 중계소   | FM 88.1㎒  | 0.1㎾ | 강원 인제군 서화면 서흥리 산170                |                                |
| KBS춘천 FM               | HLKM-FM  | 화악산 송신소   | FM 91.1㎒  | 5㎾   | 경기 가평군 북면 화악2리 산218-2               | 춘천지역 일원, 수도권지역 일부 |
| EBS FM                   | -        | 화악산 송신소   | FM 106.5㎒ | 5㎾   | 경기 가평군 북면 화악2리 산218-2               | 춘천지역 일원, 수도권지역 일부 |
| EBS FM                   | -        | 대암산 중계소   | FM 104.5㎒ | 500W  | 강원 인제군 서화면 서흥리 산170                |                                |
| 춘천문화방송 표준FM      | HLAN-SFM | 대룡산 송신소   | FM 92.3㎒  | 3㎾   | 강원 춘천시 동내면 고은리 산1-2                |                                |
| 춘천문화방송 표준FM      | HLAN-SFM | 대암산 중계소   | FM 88.9㎒  | 500W  | 강원 인제군 서화면 서흥리 산170                |                                |
| 춘천문화방송 FM4U        | HLAN-FM  | 대룡산 송신소   | FM 94.5㎒  | 3㎾   | 강원도 춘천시 동내면 고은리 산1-2              |                                |
| 춘천문화방송 FM4U        | HLAN-FM  | 대암산 중계소   | FM 98.3㎒  | 500W  | 강원도 인제군 서화면 서흥리 산170              |                                |
| G1 Fresh-FM (SBS 파워FM) | HLCG-FM  | 대룡산 송신소   | FM 105.1㎒ | 3㎾   | 강원 춘천시 동내면 고은리 산1-2                |                                |
| 강원CBS 표준FM           | HLDC-FM  | 춘천 송신소     | FM 93.7㎒  | 3㎾   | 강원 춘천시 동면 평촌리 산46-4                 |                                |
| 강원극동방송             | -        | 대룡산 중계소   | FM 92.9㎒  | 500W  | 강원 춘천시 동내면 고은리 산1-2                | 여수과 같은 주파수             |
| 춘천불교방송             | HLQM-FM  | 대룡산 송신소   | FM 100.1㎒ | 3㎾   | 강원 춘천시 동내면 고은리 산1-2                |                                |
| KFN 라디오               | HLSE-FM  | 화악산 송신소   | FM 96.7㎒  | 5㎾   | 경기 가평군 북면 화악2리 산218-2               | 춘천지역 일원, 수도권지역 일부 |
| KFN 라디오               | HLSE-FM  | 대암산 중계소   | FM 101.5㎒ | 100W  | 강원 인제군 서화면 서흥리 산170                |                                |
| KFN 라디오               | HLSE-FM  | 기린 간이중계소 | FM 93.3㎒  | 200W  | 강원 인제군 상남면 하남리 산2                  |                                |
| TBN강원교통방송          | -        | 대룡산 중계소   | FM 103.7㎒ | 3㎾   | 강원 춘천시 동내면 고은리 산1-2 (춘천문화방송) |                                |

#### 원주
- 방송 권역 : 강원특별자치도 원주시, 횡성군, 영월군, 평창군, 정선군 일원, 경기도 이천시, 양평군, 여주시 일부

| 방송국                   | 호출부호 | 송신소               | 주파수     | 출력   | 송신소 위치                              | 비고                 |
| ------------------------ | -------- | -------------------- | ---------- | ------ | ---------------------------------------- | -------------------- |
| KBS원주 제1라디오        | HLCW     | 원주 송신소          | AM 1152㎑  | 10㎾   | 강원 원주시 태장1동 809                  |                      |
| KBS원주 제1라디오        | HLCW-SFM | 백운산 송신소        | FM 97.1㎒  | 1㎾    | 강원 원주시 판부면 서곡리 산166          |                      |
| KBS원주 제1라디오        | HLCW-SFM | 태기산 중계소        | FM 95.5㎒  | 1㎾    | 강원 횡성군 둔내면 태기리 산1-4          | 영월과 같은 주파수   |
| KBS원주 제1라디오        | HLCW-SFM | 영월 중계소          | FM 95.5㎒  | 0.09㎾ | 강원 영월군 영월읍 팔괘리 산247 국지산   | 횡성과 같은 주파수   |
| KBS원주 제1라디오        | HLCW-SFM | 평창 중계소          | FM 100.7㎒ | 0.05㎾ | 강원 평창군 평창읍 노론리 산27-1 장암산  |                      |
| KBS춘천 제2라디오        |          | 윗도골 중계소        | FM 100.5㎒ | 300W   | 강원 원주시 소초면 판암리 산202-4        |                      |
| KBS원주 FM               | HLCW-FM  | 백운산 송신소        | FM 89.5㎒  | 3㎾    | 강원 원주시 판부면 서곡리 산166          |                      |
| KBS원주 FM               |          | 영월 중계소          | FM 97.3㎒  | 100W   | 강원 영월군 영월읍 팔괘리 산237 국지산   |                      |
| EBS FM                   | -        | 백운산 송신소        | FM 104.9㎒ | 3㎾    | 강원 원주시 판부면 서곡리 산166          |                      |
| EBS FM                   | -        | 태기산 중계소        | FM 107.5㎒ | 500W   | 강원 횡성군 둔내면 태기리 산1-4          |                      |
| EBS FM                   | -        | 영월 중계소          | FM 104.5㎒ | 10W    | 강원 영월군 영월읍 팔괘리 산247 국지산   |                      |
| 원주MBC 표준FM           | HLSB-SFM | 백운산 송신소        | FM 92.7㎒  | 1㎾    | 강원 원주시 판부면 서곡리 산166          | 영월과 같은 주파수   |
| 원주MBC 표준FM           | HLSB-SFM | 영월간이FM중계소     | FM 92.7㎒  | 0.09㎾ | 강원 영월군 영월읍 팔괴리 산237          | 원주와 같은 주파수   |
| 원주MBC 표준FM           | HLSB-SFM | 태기산 송신소        | FM 102.5㎒ | 1㎾    | 강원 횡성군 둔내면 태기리 산1-4          | 평창과 같은 주파수   |
| 원주MBC 표준FM           | HLSB-SFM | 평창간이FM중계소     | FM 102.5㎒ | 0.05㎾ | 강원 평창군 평창읍 하리 산 3-5           | 횡성과 같은 주파수   |
| 원주MBC FM4U             | HLSB-FM  | 백운산 송신소        | FM 98.9㎒  | 3㎾    | 강원 원주시 판부면 서곡리 산166          |                      |
| G1 Fresh-FM (SBS 파워FM) | -        | 윗도골 중계소        | FM 103.1㎒ | 500W   | 강원 원주시 소초면 장양리 산76-39        |                      |
| G1 Fresh-FM (SBS 파워FM) | -        | 태기산 중계소        | FM 88.3㎒  | 1㎾    | 강원 횡성군 둔내면 태기리 산1-4          |                      |
| 강원CBS 표준FM           | -        | 원주 중계소          | FM 94.9㎒  | 1㎾    | 강원 원주시 판부면 서곡리 산166          |                      |
| 강원극동방송             | -        | 백운산 중계소        | FM 104.3㎒ | 300W   | 강원 원주시 판부면 서곡리 산166          |                      |
| TBN강원교통방송          | HLSV-FM  | 백운산 송신소        | FM 105.9㎒ | 1㎾    | 강원 원주시 판부면 서곡리 산166 (KT)     | 서귀포와 같은 주파수 |
| TBN강원교통방송          | HLSV-FM  | 장암산 중계소 (평창) | FM 89.3㎒  | 100W   | 강원 평창군 평창읍 여만리 산46 (KBS원주) |                      |
| AFN Korea#Thunder AM     | -        | 원주 중계소          | AM 1440㎑  | 250W   | 강원도 원주시 태장2동 (캠프 롱)          |                      |
| AFN Korea#Eagle FM       | -        | 원주 중계소          | FM 88.3㎒  | 50W    | 강원도 원주시 태장2동 (캠프 롱)          |                      |
| 영월FM공동체라디오       | HLMA-FM  |                      | FM 99.1㎒  | 1W     | 강원 영월군                              |                      |

#### 강릉·속초
- 방송 권역 : 강원특별자치도 강릉시, 속초시, 양양군, 고성군 일부

| 방송국                   | 호출부호 | 송신소        | 주파수     | 출력  | 송신소 위치                                      | 비고                         |
| ------------------------ | -------- | ------------- | ---------- | ----- | ------------------------------------------------ | ---------------------------- |
| KBS강릉 제1라디오        | HLKR     | 경포 송신소   | AM 864㎑   | 100㎾ | 강원 강릉시 초당동 443                           |                              |
| KBS강릉 제1라디오        | HLKR-SFM | 괘방산 송신소 | FM 98.9㎒  | 3㎾   | 강원 강릉시 강동면 정동진리 산19-1               |                              |
| KBS강릉 제1라디오        | HLKR-SFM | 양양 중계소   | FM 97.9㎑  | 100W  | 강원 양양군 양양읍 월리 산3                      |                              |
| KBS강릉 제1라디오        | HLKR-SFM | 속초 중계소   | FM 88.1㎑  | 100W  | 강원 속초시 설악동 산3-1 목우재                  | 서산과 같은 주파수           |
| KBS강릉 제1라디오        | HLKR-SFM | 오봉산 중계소 | FM 95.7㎑  | 500W  | 강원 고성군 죽왕면 오봉리 산56-1                 | 순천과 같은 주파수           |
| KBS강릉 제2라디오        | HLAH-SFM | 괘방산 송신소 | FM 102.1㎒ | 5㎾   | 강원 강릉시 강동면 정동진리 산19-1               | [ 19 ]                       |
| KBS강릉 제2라디오        | HLAH-SFM | 속초 중계소   | FM 106.7㎒ | 100W  | 강원 속초시 설악동 산3-1 목우재                  | 고흥과 같은 주파수           |
| KBS강릉 제2라디오        | HLAH-SFM | 양양 중계소   | FM 103.9㎒ | 100W  | 강원 양양군 양양읍 월리 산3                      |                              |
| KBS강릉 FM               | HLKR-FM  | 괘방산 송신소 | FM 89.1㎒  | 5㎾   | 강원 강릉시 강동면 정동진리 산19-1               |                              |
| EBS FM                   | -        | 속초 중계소   | FM 107.7㎒ | 10W   | 강원 속초시 설악동 산3-1 목우재                  |                              |
| EBS FM                   | -        | 양양 중계소   | FM 105.9㎒ | 100W  | 강원 양양군 양양읍 월리 산3                      |                              |
| EBS FM                   | -        | 괘방산 송신소 | FM 104.9㎒ | 3㎾   | 강원 강릉시 강동면 정동진리 산19-1               |                              |
| EBS FM                   | -        | 옥계 중계소   | FM 106.5㎒ | 10W   | 강원 강릉시 옥계면 주수리 산25-4 밥봉            |                              |
| MBC강원영동 강릉 표준FM  | HLAF     | 경포 송신소   | AM 1287㎑  | 10㎾  | 강원 강릉시 운정동 585                           | 청주와 같은 주파수           |
| MBC강원영동 강릉 표준FM  | HLAF-SFM | 괘방산 송신소 | FM 96.3㎒  | 3㎾   | 강원 강릉시 강동면 정동진리 산19-1               | 보은과 같은 주파수           |
| MBC강원영동 강릉 표준FM  | HLAF-SFM | 양양 중계소   | FM 100.7㎒ | 90W   | 강원 양양군 손양면 상왕도리 산158-4              |                              |
| MBC강원영동 강릉 표준FM  | HLAF-SFM | 오봉산 중계소 | FM 99.7㎒  | 100W  | 강원 고성군 죽왕면 오봉리 산56-1                 |                              |
| MBC강원영동 강릉 FM4U    | HLAF-FM  | 괘방산 송신소 | FM 94.3㎒  | 5㎾   | 강원도 강릉시 강동면 정동진리 산19-1             |                              |
| MBC강원영동 강릉 FM4U    | HLAF-FM  | 양양 중계소   | FM 90.7㎒  | 90W   | 강원도 양양군 손양면 상왕도리 산158-4            |                              |
| MBC강원영동 강릉 FM4U    | HLAF-FM  | 오봉산 중계소 | FM 96.9㎒  | 100W  | 강원 고성군 죽왕면 오봉리 산56-1                 |                              |
| G1 Fresh-FM (SBS 파워FM) | -        | 괘방산 송신소 | FM 106.1㎒ | 1㎾   | 강원 강릉시 강동면 정동진리 산19-1               |                              |
| G1 Fresh-FM (SBS 파워FM) | -        | 청대산 중계소 | FM 101.3㎒ | 100W  | 강원 속초시 도문동 산151                         |                              |
| 강원영동CBS 표준FM       | HLCO-FM  | 괘방산 송신소 | FM 91.5㎒  | 3㎾   | 강원 강릉시 강동면 정동진리 산19-1 (MBC강원영동) | 청주·포항과 같은 주파수      |
| 강원영동CBS 표준FM       | HLCO-FM  | 속초 중계소   | FM 91.9㎒  | 100W  | 강원 속초시 설악동 산3-1 목우재                  |                              |
| 강원극동방송             | HLDY-FM  | 괘방산 송신소 | FM 90.1㎒  | 3kW   | 강원 강릉시 강동면 정동진리 산19                 |                              |
| 강원극동방송             | HLDY-FM  | 속초 중계소   | FM 102.9㎒ | 70W   | 강원 속초시 설악동 산3-1 목우재                  |                              |
| 춘천불교방송             | -        | 속초 중계소   | FM 93.5㎒  | 100W  | 강원 속초시 도문동 산321                         |                              |
| 춘천불교방송             | -        | 양양 중계소   | FM 97.1㎒  | 10W   | 강원 양양군 손양면 상황도리 산 158-4             |                              |
| 춘천불교방송             | -        | 괘방산 송신소 | FM 104.3㎒ | 1㎾   | 강원 강릉시 강동면 정동진의 산19-1               |                              |
| 강릉국악방송 (보조국)    |          | 괘방산 송신소 | FM 103.3㎒ | 1㎾   | 강원 강릉시 강동면 정동진리 산19-1               | [ 20 ]                       |
| KFN 라디오               | -        | 괘방산 송신소 | FM 92.5㎒  | 3㎾   | 강원 강릉시 강동면 정동진리 산19-1               |                              |
| TBN강원교통방송          | -        | 대관령 중계소 | FM 105.5㎒ | 1㎾   | 강원 평창군 대관령면 횡계리 산1 (KT)             | 제주·광해·영종과 같은 주파수 |
| TBN강원교통방송          | -        | 양양 중계소   | FM 95.1㎒  | 100W  | 강원 양양군 손양면 상황도리 산 158-4             |                              |

#### 삼척·태백
- 방송 권역 : 동해시, 태백시, 삼척시

| 방송국                   | 호출부호 | 송신소        | 주파수     | 출력  | 송신소 위치                          | 비고 |
| ------------------------ | -------- | ------------- | ---------- | ----- | ------------------------------------ | ---- |
| KBS강릉 제1라디오        | HLKR-SFM | 함백산 중계소 | FM 93.7㎒  | 1㎾   | 강원 태백시 황지동 산176-1           |      |
| KBS강릉 제1라디오        | HLKR-SFM | 정선 중계소   | FM 91.9㎒  | 0.1㎾ | 강원 정선군 정선읍 봉양리 산5-1      |      |
| KBS강릉 제1라디오        | HLKR-SFM | 초록봉 중계소 | FM 88.5㎒  |       | 강원 동해시 비천동 산243-2           |      |
| KBS강릉 FM               |          | 함백산 중계소 | FM 97.3㎒  | 3㎾   | 강원 태백시 황지동 산176-1           |      |
| EBS FM                   | -        | 함백산 중계소 | FM 107.1㎒ | 1㎾   | 강원 태백시 상장동 산176-1           |      |
| MBC강원영동 삼척 표준FM  | HLAQ-SFM | 함백산 송신소 | FM 101.5㎒ | 1㎾   | 강원 태백시 상장동 산176-4           |      |
| MBC강원영동 삼척 표준FM  | HLAQ-SFM | 초록봉 중계소 | FM 93.1㎒  | 3㎾   | 강원 동해시 비천동 산243-2           |      |
| MBC강원영동 삼척 표준FM  | HLAQ-SFM | 호산 중계소   | FM 93.1㎒  |       | 강원 삼척시 원덕읍 호산리 산49-1     |      |
| MBC강원영동 삼척 FM4U    | HLAQ-FM  | 함백산 송신소 | FM 98.1㎒  | 3㎾   | 강원 태백시 상장동 산176-4           |      |
| MBC강원영동 삼척 FM4U    | HLAQ-FM  | 초록봉 중계소 | FM 99.9㎒  | 1㎾   | 강원 동해시 비천동 산243-2           |      |
| MBC강원영동 삼척 FM4U    | HLAQ-FM  | 호산 중계소   | FM 99.9㎒  |       | 강원 삼척시 원덕읍 호산리 산49-1     |      |
| G1 Fresh-FM (SBS 파워FM) | -        | 함백산 중계소 | FM 99.3㎒  | 100W  | 강원 태백시 황지동 660               |      |
| 강원영동CBS 표준FM       | -        | 초록봉 중계소 | FM 91.9㎒  | 100W  | 강원 동해시 비천동 산243-2           |      |
| 강원극동방송             | -        | 초록봉 중계소 | FM 100.9㎒ | 90W   | 강원 동해시 비천동 산243-2           |      |
| TBN강원교통방송          | -        | 초록봉 중계소 | FM 95.3㎒  | 1㎾   | 강원 동해시 비전동 5-1 (MBC강원영동) |      |
| 공동체라디오태백FM       | HLMA-FM  |               | FM 100.5㎒ | 1W    | 강원 태백시                          |      |

### 전북특별자치도
- 방송 권역 : 전주시, 익산시, 군산시, 김제시, 정읍시, 남원시, 고창군, 순창군, 임실군, 부안군, 완주군, 무주군, 장수군, 진안군 일부, 충청남도 부여군, 논산시, 공주시, 계룡시 일부

| 방송국                    | 호출부호       | 송신소        | 주파수     | 출력                          | 송신소 위치                                         | 비고 |
| ------------------------- | -------------- | ------------- | ---------- | ----------------------------- | --------------------------------------------------- | --- |
| KBS전주 제1라디오         | HLKF           | 김제 송신소   | AM 567㎑   | 100㎾                         | 전북 김제시 신곡동 338-1                            | |
| KBS전주 제1라디오         | HLKF-SFM       | 모악산 송신소 | FM 96.9㎒  | 5㎾                           | 전북 김제시 금산면 금산리 산1                       | 전북지역 일원, 전남 구례, 광주, 목포, 해남지역 일부                                                             |
| KBS전주 제1라디오         | HLKF-SFM       | 노고단 중계소 | FM 88.3㎒  | 1㎾                           | 전남 구례군 산동면 좌사리 산110-2                   | 광주, 전남, 전북지역 일원 목포KBS 해피FM 주파수와 혼신                                                          |
| KBS전주 제1라디오         | HLKF-SFM       | 무주 중계소   | FM 88.7㎒  | 0.1㎾                         | 전북 무주군 무주읍 가옥리 산21                      | |
| KBS전주 제1라디오         | HLKF-SFM       | 계남 중계소   | FM 91.9㎒  | 100W                          | 전북 장수군 계남면 신천리 산83-1                    | 전북 장수군 계남면 일원                                                                                         |
| KBS전주 제2라디오         | HLAS-SFM       | 모악산 송신소 | FM 92.9㎒  | 3㎾                           | 전북 김제시 금산면 금산리 산1                       | 전북지역 일원, 전남 구례, 광주, 목포, 해남지역 일부 광주극동방송 주파수와 혼신                                  |
| KBS전주 제3라디오         | HLAS           | 대야 송신소   | AM 675kHz  | ㎾                            | 전북 군산시 대야면 죽산리 360-4                     | |
| KBS전주 FM                | HLKF-FM        | 모악산 송신소 | FM 100.7㎒ | 5㎾                           | 전북 김제시 금산면 금산리 산1                       | 전북지역 일원, 전남 구례, 광주, 목포, 해남지역 일부 목포극동방송 주파수와 혼신                                  |
| KBS전주 FM                | HLKL-FM        | 노고단 중계소 | FM 104.5㎒ | 5㎾                           | 전남 구례군 산동면 좌사리 산110-2                   | 광주, 전남, 전북지역 일원                                                                                       |
| EBS FM                    | -              | 모악산 송신소 | FM 106.9㎒ | 3㎾                           | 전북 김제시 금산면 금산리 산1                       | 전북지역 일원, 전남 구례, 광주, 목포, 해남지역 일부                                                             |
| EBS FM                    | -              | 고창 중계소   | FM 104.9㎒ | 100W                          | 전북 고창군 고창읍 교촌리 산5                       | 전북 고창지역 일원                                                                                              |
| EBS FM                    | -              | 무주 중계소   | FM 104.1㎒ |                               | 전북 무주군 무주읍 읍내리 산26-1                    | 전북 무주군 무주읍 일원                                                                                         |
| EBS FM                    | -              | 설천 중계소   | FM 104.9㎒ | 10W                           | 전북 무주군 설천면 소천리                           | 전북 무주군 설천면 소천리 일원                                                                                  |
| EBS FM                    | -              | 삼공 중계소   | FM 105.3㎒ |                               | 전북 무주군 설천면 삼공리 산79-1                    | 전북 무주군 설천면 삼공리 일원                                                                                  |
| EBS FM                    | -              | 계남 중계소   | FM 105.3㎒ | 100W                          | 전북 장수군 계남면 신전리 산83                      | 전북 장수군 계남면 일원                                                                                         |
| EBS FM                    | -              | 노고단 중계소 | FM 107.5㎒ | 3㎾                           | 전남 구례군 산동면 좌사리 산110-2                   | 광주, 전남, 전북지역 일원                                                                                       |
| 전주MBC 표준FM            | HLCX           | 이서 송신소   | AM 855㎑   | 10㎾                          | 전북 완주군 이서면 은교리 산204-1                   | |
| 전주MBC 표준FM            | HLCX-SFM       | 모악산 송신소 | FM 94.3㎒  | 4㎾                           | 전북 김제시 금산면 금산리 산1                       | 전북지역 일원, 전남 구례, 광주, 목포, 해남지역 일부                                                             |
| 전주MBC 표준FM            | HLCX-SFM       | 노고단 송신소 | FM 101.7㎒ | 3㎾                           | 전남 구례군 산동면 좌사리 산110-2                   | 전북지역 일원, 전남 구례, 광주, 목포, 해남지역 일부                                                             |
| 전주MBC FM4U              | HLCX-FM        | 모악산 송신소 | FM 99.1㎒  | 5㎾                           | 전북특별자치도 김제시 금산면 금산리 산1             | 전북지역 일원, 전남 구례, 광주, 목포, 해남지역 일부 광주국악방송 주파수와 혼신                                  |
| 광주MBC FM4U              | HLCN-FM        | 노고단 송신소 | FM 95.1㎒  | 1㎾                           | 전라남도 구례군 산동면 좌사리 산110-2               | 전북, 전남 구례, 광주, 목포, 해남지역 일원 전주국악방송/광주KBS 해피FM 주파수와 혼신                            |
| JTV Magic FM              | HLDQ-FM        | 모악산 송신소 | FM 90.1㎒  | 5㎾                           | 전북 김제시 금산면 금산리 산1                       | 전북지역 일원, 전남 구례, 광주, 목포, 해남지역 일부                                                             |
| 전북CBS 표준FM (기독교)   |                |               |            |                               |                                                     | |
| HLCM-SFM                  | 모악산 송신소  | FM 103.7㎒    | 5㎾        | 전북 김제시 금산면 금산리 산1 | 전북지역 일원, 전남 구례, 광주, 목포, 해남지역 일부 | |
| HLCM-SFM                  | 교룡산 중계소1 | FM 90.7㎒     | 0.1㎾      | 전북 남원시 산곡동 산25-1     | 전북 남원지역 일원                                  | |
| HLCM-SFM                  | 고창 중계소    | FM 96.3㎒     | 20W        | 전북 고창군 고창읍 교촌리 산5 | 전북 고창지역 일원                                  | |
| 전북극동방송 (기독교복음) | HLEN-FM        | 미륵산 송신소 | FM 91.1㎒  | 1㎾                           | 전북 익산시 삼기면 연동리 산6 미륵산                | 전북지역 일원                                                                                                   |
| 전북원음방송 (원불교)     | HLDV-FM        | 모악산 송신소 | FM 97.9㎒  | 3㎾                           | 전북 김제시 금산면 금산리 산1                       | 전북지역 일원, 전남 구례, 광주, 목포, 해남지역 일부 광주CBS 음악FM 주파수와 혼신/목포KBS 클래식FM 주파수와 혼신 |
| 전주국악방송 (보조국)     |                | 미륵산 송신소 | FM 95.3㎒  | 1㎾                           | 전북 익산시 삼기면 연동리 산69-2                    | 전북 전주, 익산, 군산지역 일원                                                                                  |
| 남원국악방송 (보조국)     |                | 교룡산 중계소 | FM 95.9㎒  | 1㎾                           | 전북 남원시 산곡동 산25-1                           | 전북 남원지역 일원                                                                                              |
| TBN전북교통방송           | HLCM-FM        | 모악산 송신소 | FM 102.5㎒ | 3㎾                           | 전북 김제시 금산면 금산리 산1 (KT)                  | 전북지역 일원, 전남 구례, 광주, 목포, 해남지역 일부                                                             |
| TBN전북교통방송           | HLCM-FM        | 팔공산 중계소 | FM 106.1㎒ | -                             | 전북 장수군 장수읍 용계리 산110-28                  | 전북 남원지역 일원                                                                                              |
| AFN Korea#Thunder AM      | -              | 군산 송신소   | AM 1440㎑  | 1㎾                           | 전북특별자치도 군산시 옥서면 선연리 (군산공항)      | |
| AFN Korea#Eagle FM        | -              | 군산 송신소   | FM 88.5㎒  | 250W                          | 전북특별자치도 군산시 옥서면 선연리 (군산공항)      | |
| 전주공동체라디오          | HLMA-FM        |               | FM 93.5㎒  | 1W                            | 전북특별자치도 전주시                               | |

### 제주특별자치도
- 방송 권역 : 제주특별자치도

| 방송국                         | 호출부호 | 송신소           | 주파수     | 출력  | 송신소 위치                                      | 비고                                           |
| ------------------------------ | -------- | ---------------- | ---------- | ----- | ------------------------------------------------ | ---------------------------------------------- |
| KBS제주 제1라디오 표준FM       | HLKS     | 아라 송신소      | AM 963㎑   | 10㎾  | 제주 제주시 아라1동 3-8                          |                                                |
| KBS제주 제1라디오 표준FM       | HLKS-SFM | 견월악 송신소    | FM 99.1㎒  | 3㎾   | 제주 제주시 봉개동 산78-1                        | 제주지역 일원                                  |
| KBS제주 제1라디오 표준FM       | HLKS-SFM | 삼매봉 중계소    | FM 95.3㎒  | 3㎾   | 제주 서귀포시 서홍동 822-1                       | 제주 서귀포지역 일원                           |
| KBS제주 제1라디오 표준FM       | HLKS-SFM | 금악 중계소      | FM 103.7㎒ | 100W  | 제주 제주시 한림읍 금악리 산1-2                  | 제주 한림읍 금악리지역 일원                    |
| KBS제주 제2라디오 해피FM       | HLQC-SFM | 견월악 송신소    | FM 91.9㎒  | 3㎾   | 제주 제주시 봉개동 산78-1                        | 제주지역 일원                                  |
| KBS제주 제2라디오 해피FM       | HLQC-SFM | 삼매봉 중계소    | FM 89.7㎒  | 3㎾   | 제주 서귀포시 서홍동 822-1                       | 제주 서귀포지역 일원                           |
| KBS제주 제2라디오 해피FM       | HLQC-SFM | 금악 중계소      | FM 92.7㎒  | 100W  | 제주 제주시 한림읍 금악리 산1-2                  | 제주 한림읍 금악리지역 일원                    |
| KBS제주 클래식FM               | HLKS-FM  | 견월악 송신소    | FM 96.3㎒  | 3㎾   | 제주 제주시 봉개동 산78-1                        | 제주지역 일원                                  |
| KBS제주 클래식FM               | HLKS-FM  | 삼매봉 중계소    | FM 99.9㎒  | 3㎾   | 제주 서귀포시 서홍동 822-1                       | 제주 서귀포지역 일원                           |
| EBS FM                         | -        | 견월악 송신소    | FM 107.3㎒ | 3㎾   | 제주 제주시 봉개동 산78-1                        | 제주지역 일원                                  |
| EBS FM                         | -        | 삼매봉 중계소    | FM 104.9㎒ | 3㎾   | 제주 서귀포시 서홍동 822-1                       | 제주 서귀포지역 일원                           |
| 제주MBC 표준FM                 | HLAJ-SFM | 견월악 송신소    | FM 97.9㎒  | 1㎾   | 제주 제주시 봉개동 산78-1                        | 제주지역 일원                                  |
| 제주MBC 표준FM                 | HLAJ-SFM | 금악간이FM중계소 | FM 106.5㎒ | 1㎾   | 제주 제주시 한림읍 금악리 산1-2                  | 녹산과 같은 주파수 제주 한림읍 금악리지역 일원 |
| 제주MBC 표준FM                 | HLAJ-SFM | 삼매봉 중계소    | FM 97.1㎒  | 1㎾   | 제주 서귀포시 서홍동 822-1                       | 제주 서귀포지역 일원                           |
| 제주MBC FM4U                   | HLAJ-FM  | 견월악 송신소    | FM 90.1㎒  | 3㎾   | 제주특별자치도 제주시 봉개동 산78-1              | 제주지역 일원                                  |
| 제주MBC FM4U                   | HLAJ-FM  | 삼매봉 중계소    | FM 102.9㎒ | 3㎾   | 제주특별자치도 서귀포시 서홍동 822-1             | 제주 서귀포지역 일원                           |
| 제주MBC FM4U                   | HLAJ-FM  | 금악간이FM중계소 | FM 102.5㎒ | 100W  | 제주 제주시 한림읍 금악리 산1-2                  |                                                |
| JIBS New Power FM (SBS 파워FM) | HLQC-FM  | 견월악 송신소    | FM 101.5㎒ | 3㎾   | 제주 제주시 봉개동 산78-1                        | 제주지역 일원 청주와 같은 주파수               |
| JIBS New Power FM (SBS 파워FM) | HLQC-FM  | 삼매봉 중계소    | FM 98.5㎒  | 1㎾   | 제주 서귀포시 서홍동 822-1                       | 제주 서귀포지역 일원                           |
| JIBS New Power FM (SBS 파워FM) | HLQC-FM  | 금악 중계소      | FM 97.5㎒  | 100W  | 제주 제주시 한림읍 금악리 산1-2                  | 제주 한림읍 금악리지역 일원                    |
| 제주CBS 표준FM (기독교)        | HLKO-FM  | 견월악 송신소    | FM 93.3㎒  | 3㎾   | 제주 제주시 봉개동 산78-1                        | 제주지역 일원                                  |
| 제주CBS 표준FM (기독교)        | HLKO-FM  | 서귀포 중계소    | FM 90.9㎒  | 1㎾   | 제주 서귀포시 강정동 1525-1 (한국이동통신)       | 제주 서귀포지역 일원                           |
| 제주극동방송 (기독교복음)      | HLAZ     | 애월 송신소      | AM 1566㎑  | 250㎾ | 제주 제주시 애월읍 구엄리 444                    |                                                |
| 제주극동방송 (기독교복음)      | HLAZ-SFM | 연동 송신소      | FM 104.7㎒ | 1㎾   | 제주 제주시 연동                                 | 제주지역 일원                                  |
| 제주극동방송 (기독교복음)      | HLAZ-SFM | 삼매봉 중계소    | FM 101.1㎒ | 1kW   | 제주 서귀포시 서홍동 822-1                       | 제주 서귀포지역 일원                           |
| 제주불교방송 (불교)            | HLEL-FM  | 한라산 송신소    | FM 94.9㎒  | 1㎾   | 제주 제주시 봉개동 산78-1 (JIBS 제주방송)        | 제주지역 일원                                  |
| 제주불교방송 (불교)            | HLEL-FM  | 미악산 중계소    | FM 100.5㎒ | 1㎾   | 제주 서귀포시 동흥동 산7                         | 제주 서귀포지역 일원                           |
| 제주국악방송                   | -        | 한라산 송신소    | FM 91.3㎒  | 1㎾   | 제주 제주시 아라1동 산62-3                       | 제주지역 일원                                  |
| 제주국악방송                   | -        | 삼매봉 중계소    | FM 106.9㎒ | 1㎾   | 제주 서귀포시 서홍동 822-1                       | 제주 서귀포지역 일원                           |
| KFN 라디오                     | -        | 제주 송신소      | FM 94.1㎒  | 3㎾   | 제주 서귀포시 동흥동 산7 미악산                  | 제주 서귀포지역 일원                           |
| TBN제주교통방송                | HLEH-FM  | 견월악 송신소    | FM 105.5㎒ | 1㎾   | 제주 제주시 봉개동 산78-1                        | 제주지역 일원 강릉·광해·영종과 같은 주파수     |
| TBN제주교통방송                | HLEH-FM  | 미악산 중계소    | FM 105.9㎒ | 1㎾   | 제주 서귀포시 동흥동 산7                         | 제주 서귀포지역 일원 원주와 같은 주파수        |
| TBN제주교통방송                | HLEH-FM  | 광해악 중계소    | FM 105.5㎒ | 100W  | 제주 서귀포시 안덕면 서광리 937 광해악(KBS 제주) | 강릉·영종·제주와 같은 주파수                   |
| 아리랑 라디오 (영어 라디오)    | HLQE-FM  | 견월악 송신소    | FM 88.7㎒  | 3㎾   | 제주 제주시 봉개동 산78-1 (제주MBC)              | 제주지역 일원                                  |
| 아리랑 라디오 (영어 라디오)    | HLQE-FM  | 삼매봉 중계소    | FM 88.1㎒  | 1㎾   | 제주 서귀포시 서홍동 822-1 (KBS 제주)            | 제주 서귀포지역 일원                           |
| 아리랑 라디오 (영어 라디오)    | HLQE-FM  | 광해악 중계소    | FM 101.9㎒ | 100W  | 제주 서귀포시 안덕면 서광리 937 광해악(KBS 제주) |                                                |

## 재밍 주파수

### 중파
- 657 kHz, 고양시 및 화성시 일대
- 810 kHz, 화성시 일대
- 819 kHz, 고양시 및 화성시 일대
- 855 kHz, 고양시 및 화성시 일대

### FM
- 89.4 MHz, 서울특별시 및 천안시 일대
- 92.5 MHz, 서울특별시 일대
- 92.8 MHz, 서울특별시 일대
- 93.6 MHz, 서울특별시 및 천안시 일대
- 97.0 MHz, 서울특별시 및 천안시 일대
- 97.8 MHz, 서울특별시 및 천안시 일대
- 102.3 MHz, 인천광역시 강화군 일대
- 103.7 MHz, 서울특별시 일대

## 같이 보기
- 나라별 라디오 방송사 목록
- 라디오 방송국
- 대한민국의 텔레비전 방송사 목록